# 中華一番!
『中華一番！』（ちゅうかいちばん）は、小川悦司による日本の漫画作品。

## 概要
1995年から講談社『週刊少年マガジン』で連載を開始したが、途中で同社『マガジンSPECIAL』に移動。
『真・中華一番！』が『週刊少年マガジン』にて1996年から1999年まで連載された。
2017年11月より続編『中華一番！極』が週刊少年マガジンの無料漫画アプリ『マガジンポケット』にて隔週連載。

## 作風
当初は天才料理人を母に持つ主人公、劉昴星（リュウ・マオシン）の成長を描く作品であったが、『真・中華一番！』では伝説の料理道具を巡り、中国各地を旅して料理対決をする冒険漫画のような作風へと変化していった。
料理勝負の勝利法に関しては基本的に美味は勿論だが「新しい味」「食べていて面白いと思える味や食べ方」など個性を重視しており、美味だが個性が乏しく負けたという対決も少なくなかった。また、奇想天外な調理方法や、「水牛を一瞬で解体」「鶏の羽毛を爪で器用に剥ぐ」「川を丸ごと燃やす」といった常識では不可能な調理方法や勝負法が登場する。登場する料理人の多くは筋肉質かつ身体能力が非常に高く、格闘漫画のように必殺技を叫びながら調理をする描写や、調理器具を武器にして相手と格闘するシーンも見られた。

## 物語
中華一番！
舞台は中国。時代は清朝末期の動乱の最中にある19世紀。四川省の少年、劉昴星（リュウ・マオシン）が特級厨師（中国料理界の最高位）になるために広東省の広州にある陽泉酒家へ修行に赴き、それから様々な料理人と出逢い、成長していく。
真・中華一番！
創設800年の歴史を持ち、中国料理界に暗躍する「裏料理界」と、千年前に隕鉄から作られたと伝わる「伝説の厨具」をめぐってマオと仲間たちが冒険を繰り広げるストーリー。
中華一番！極
裏料理界との壮絶な戦いを終えた後、マオら一行は、中華料理を極めるため、そして大陸に幸福をつなぐ”味の橋”を架けるため、再び旅に出る。物語は、マオが生家である四川省国営菜館「菊下楼」に久々に帰郷するところから始まる。この年は菊下楼の先々代総料理長にしてマオの父親、劉瑪琉（リュウ・マリウ）の十三回忌法要であったが、その法要で事件が起こる。禁忌の料理人とされるマリウと「伝説の厨具」を巡り、「太極料理界」との新たな戦いが始まる。

## 世界観
中華料理の料理人たちが、料理を通じて争い、友情を深め、人々を幸せに導く。
料理人の社会的地位
作品内において、料理人は尊敬と羨望の対象であり、現実には存在しない数多くの資格や地位が存在する。特に特級厨師や宮廷料理関係者は、全ての人が一目置く絶大な存在であり、料理文化が作品世界の隅々まで浸透している。しかし、あらゆる意味で安定的な職とは言えず、政府の高官に下手な料理を出せば地位や資格の剥奪、一定地域からの追放、果ては処刑など、たった一度の失敗で全てを失う事もある。
特級厨師
作品世界における「最高位の料理人資格」で、合格者には料理界で最も日の当たる道が用意される。試験は各地域で行われ、食の都・広州が最難関とされる。有資格者は四川ではわずか数人、広州は十数人のみ。
4年ごとに行われる試験に合格すると称号を得られ、広東省は龍、四川省は玄武の絵に「特」の字をあしらった衣装を身につける。
試験では「食材」「テーマ」が提示され、指定された食材を用いて、テーマに沿った料理を作る。
「予備試験」が行われ、試験官が試食し、受験者にテーマと作品の整合性を説明させた上で合否を判断する。合格者は、本試験（人数制限あり）に挑むことができる。
本試験でも「食材」「テーマ」が提示され、予備試験と同じ要領で作品について説明する。
作品の「相互評価」で他者の料理を正当に評価できるかを判断、最後に「自己評価」で自分の料理への自信を確認され、試験官から最終結果が宣告される。
有資格者の尊称は「師傅（しふ）」であり、少年であるマオも資格取得後は公の場では「劉昴星師傅」「劉師傅」と呼ばれる。
なお、中国において1988年まで実在していた資格である。
龍厨師
天帝直属の宮廷料理人。資格者は龍の紋章の入った包丁を持つ。龍厨師筆頭が中国料理界において最終到達地点となる。
特級面点師
作品世界における「中華点心の最高位資格」である。シェルが有資格者だが、この資格に対する詳細は述べられていない。また、面点師は生地を練るための棒を愛用している。
裏料理界
「料理で人を支配する」を理念とした中国料理界の極道とも呼ばれる組織。本拠地は山東省・闇の迷宮「梁山泊」で構成人員は五千人。五大猛厨師「五虎星」の指揮の下、『食を支配することで表の料理界、中国全土をも支配する』ことを目的として暗躍、「伝説の厨具」を狙っている。象徴は包丁をくわえた黒麒麟の黒雲麒。
もともとは宋江に仕えていた厨師団を始め、法を犯すなどして表にいられなくなった料理人たちやその子孫が、梁山泊で細々と自給自足の共同生活をする小さな団体だったが、当代の首領・カイユの手により再組織化され、料理界の一大勢力となる。表の料理界以上の徹底した実力・成果主義の下、手段を選ばぬ食の追求を行っており、そのためならば非合法な手段さえも辞さないなどで、表の料理界からは犯罪組織のように扱われて恐れられている。所属する料理人たちも精鋭が揃っているが、料理勝負の敗者は死か、不名誉な難吃印（ナンチーいん、まずくて食べられないの意味）の焼印を刻まれる過酷な掟がある。百穴包丁など裏にしか伝わらない厨具も存在する。マオ一行との闘いで本拠地・梁山泊や多数の料理人を喪い、背水の陣で挑んだ「紫禁城料理大会」でカイユが敗死したため、その長い歴史に幕を閉じた。
『中華一番！極』にて元は太極料理界の過激派が独立して裏料理界となったことが明らかになった。全盛期の勢いは本家である太極料理界を上回っていたとされる。
麟厨師
特級厨師をも凌駕する裏料理界正規の超料理人。総勢千百八名。体のいずこかに包丁をくわえた黒麒麟の黒雲麒の刺青を持つ。
五虎星（猛厨師）
裏料理界の長・カイユを筆頭とする五人の最高幹部。絶対不敗の伝説で知られ、カイユ以外の4人はそれぞれ触覚、視覚、嗅覚、聴覚といった超感覚を活かした料理術を持つ。象徴は包丁をくわえた虎であり、全員が虎にまつわる刺青やアクセサリーを施している。『中華一番！極』ではカイユは別格、ミラとジュチは五虎星の中では弱小の二人組であったとされている。
太極料理界
『中華一番！極』から登場。本拠地は泰山奥地にある太極古城。カイユ亡き後も活動を続けている「裏料理界の源流」を名乗る謎の組織。裏料理界よりも更に秘匿された組織で方針は同じく、徹底した実力・成果主義の下、手段を選ばぬ食の追求を行っており、そのためならば、才能ある料理人の拉致などの非合法な手段さえも辞さず、歴史の裏で龍厨師らと暗闘を繰り広げてきた。頂点に鳳凰八仙が君臨しており、その下にそれぞれ朱雀厨師と呼ばれる超料理人を配下に持っている。裏料理界をさらに上回る組織とされているが、ヒョウカが言うには全盛期の裏料理界には及ばないらしい。作中ではカイユの暗躍により太極料理界所属の若手厨師が寝返ったり、子供たちが惨殺されるなど多数の犠牲者が出ている。
「伝説の厨具」を生み出したシュウリの子孫たちで構成されており、「伝説の厨具」を悪用しようとしている点は裏料理会と同じ。しかし理想とする目的は『伝説の厨具によって作られた料理を兵隊に食べさせ不老不死の軍隊を作り、圧倒的な武力によって世界征服を果たす』ことである。カイユが同じ五虎星すら指揮下に置く圧倒的な独裁体制を敷いていた裏料理界に対し、太極料理界はある程度均衡の取れた関係となっており、アルニャンがシャンとコンビを組んで活動するなど上下関係も裏料理界ほど徹底的ではない。
朱雀厨師
過酷な修行の末、厨具に継承者として選ばれた、太極料理界正規の料理人。特に五人衆と呼ばれる精鋭は、鳳凰八仙に次ぐ地位にあり、組織への貢献次第で鳳凰厨師に昇格できる。しかし、作中ではほとんどやられ役で純粋な調理術ではチョウユやシェル、レオン達には敵わない。過去には五虎星ミラにも完敗している。
鳳凰厨師（鳳凰八仙）
太極料理界に君臨する八人の最高幹部。裏料理界の麟厨師・五虎星同様に『水滸伝』に登場する百八星の綽名に由来する異名を持つ。8人はそれぞれに対応した伝説の厨具を使いこなす資質を持っている。裏料理界の麟厨師よりも格上だが、シャンが一定の交流を持てるなど、五虎星ほど麟厨師と格差のある関係性を築いてはいない。ただし五虎星と違って8人の中では明確に序列が存在しており、ヒョウカが第3位。ケイカはアルニャンとジェランから格上らしき表現をされている他、スワンはマオからケイカよりはるかに格上と評されている。ジュチからは「龍厨師や五虎星でさえ逆立ちしても敵わない」と評されていたが、五虎星ミラが鳳凰八仙ジェランと互角の戦いを繰り広げ、内膳房副主厨である龍厨師・ガガも過去に鳳凰八仙による国家転覆の計略をことごとく阻止してきたと発言しているため、ジュチが考えているほど完全無欠というわけではない。
伝説の厨具
千年の昔、伝説の料理人、シュウリが宇宙より飛来した隕鉄より鍛え上げた八つの厨具。食材を新鮮に保つ、鮮度を蘇らせる、調理のスピードを速めるなど、時間に影響を与える。
「意思を持つ厨具」と言われており、厨具自らが使い手を選ぶ。それゆえに、継承者としてふさわしい実力を持っていなければ手に入れても使いこなすことができず、最悪二度と料理が出来ない体にされてしまうが、稀に例外もある（後述のウォン・セイヨの場合）。
「若く有能な厨師が八厨具全てを使って料理を作った時それを食べた人間が『不老不死』になる」と伝えられた。千年前、その噂が大陸全土をめぐり国をあげての大捜索が行われたという。
弱点は料理以外の目的で使用したとき、その霊力を失ってしまうこと。作中では主に人間の血に触れてしまったときに力を失う様子が描写され、最終的にはカイユが厨具を独占しようと死の間際まで己の血を浴びせたことで全ての厨具が石化し、その力を永久に失ったと思われていた。『中華一番！極』にて理由は不明ながら、玉龍鍋が復活を果たしたことで他の六厨具も復活の兆しを見せている。
「永霊刀」は山奥の清水で清め続けることにより力を取り戻したが、他の厨具にそれができるかは不明。
『中華一番！極』では、使い続ければ厨師の命を縮め、さらに間違ったレシピで料理を作れば、寿命を延ばすことはできても、頭痛や吐き気などの副作用を起こす。
(1) 永霊刀
魚介に対応する包丁であり、切られた食材は瞬時に浄化され、失われた味すら取り戻す。広州料理界の重鎮ルオウが管理する。華林山の広州の大仙寺の゛開かずの拝殿゛伝宝堂に保管されている。
継承者が手にした時、刀身に「覇龍紋」が浮かび上がる。継承者はマオ、レオン。
(2) 転龍壺
宇宙の気を集めることで瞬時に熟成・発酵を可能とする壺。上海の「龍鎮酒家」に場所を示した地図が受け継がれており、竈神の石像のある山奥にて秘蔵されていた。
継承者はマオだが、保管者であった「龍鎮酒家」に預け、最後の決戦の場に持ってくるまで、サンチェによって保管されていた。継承者はマオ、サンチェ（『中華一番！極』より）。
(3) 魔聖銅器
フカヒレ・アワビ・ツバメの巣などの乾貨を通常の何百倍もの速度で戻す高級料理にはうってつけの厨具。
九華山でスクラップとして処分されるところを危うくインチキ料理人セイヨが買取り、悪事に利用されるがマオ達の物となる。しかしカイユに奪われ利用される。継承者はマオ、カイユ。
(4) 迦楼羅刀
鳥獣に対応する包丁であり、切られた食材は瞬時に浄化される。永霊刀と対を成す厨具。成都の「陳麻婆店」麻婆王（マーボーマスター）チンケンが「鳳雛滝」に生前に管理していた。
継承者が手にした時、刀身に「瑞鳳紋」が浮かび上がる。継承者はフェイだったが、彼が「今の自分には不相応」として継承と同時に近くの滝壺に投げ捨ててしまい、最後の決戦まで使用しなかった。
フェイが変装して長城での料理合戦でエンセイとの対決になった為、カイユの血に当たらず、唯一霊力を失っていない。フェイがマオとの対決を前に谷底に投げ捨てた。その後、『中華一番！極』で太極料理界に回収された。
(5) 貪狼壺
食材を放り込めば思い通りのみじん・ミンチになるミキサー型の大きな壺をかたどった厨具。
泰山の「碧霞祠」奥にて厳重な七重封印が施されていたが五虎星エンセイの手により封印を解かれ使用される。継承者はエンセイ。
(6) 霊蔵庫
入れられた食材は永遠の鮮度を保つ。敦煌の厨具。敦煌大戦厨塔に保管される。五虎星ミラにレオンが勝利したことで所有権を得る。モチーフは冷蔵庫。継承者はシェル。
(7,8) 玉龍鍋
「その所有者、全八厨具の所有者とならん」と伝えられる双鍋。それぞれ玉龍鍋（天）、玉龍鍋（地）と呼び分けられる。
最後の厨具であり宮廷厨房秘宝中の秘宝として紫禁城に管理されていた。しかし、カイユが死の間際に己の血を厨具に浴びせた事で、他の厨具と共に石化してしまったため、その特性は不明。『中華一番！極』にて理由は不明ながら突如復活するも、片方の鍋は何者かに奪われてしまった。

## 登場人物
担当声優は、アニメ版『中華一番！』 / アニメ版『真・中華一番！』の順に表記。

### マオ一行
リュウ・マオシン（劉昴星）
声 - 田中真弓 / 藤原夏海
本作の主人公。通称「マオ」。四川省にある国営菜館「菊下楼」の総料理長パイの息子。13歳（『中華一番！』時）→14歳（『真』最終回および『極』時点）。
名料理人であった両親の才能を受け継ぎ、兄弟子にあたるショウアンとの「菊下楼」総料理長の座を賭けた麻婆豆腐勝負を行い、これに勝利して両親の後を継いで当代の総料理長となる。しかしまだ若輩であったため、修行期間が認められ、リー提督の紹介により広州の名店「陽泉酒家」で修行の日々を送る。齢十三の最年少で最難関広州の特級厨師試験に合格。予備試験では鹹水で「麺で国士無双を表現」、本試験ではナマズ麺で「麺にして麺にあらず」という各課題をクリアした。
常人離れした味覚と桁外れの発想力を持ち、これにより格上の料理人が作った料理よりも斬新な料理を作り勝利したことも多い。『真・中華一番！』では裏料理界との闘いのために伝説の厨具を探す旅に出ることとなる。
「料理は人を幸せにする」という信念を常に持ち、料理を私利私欲のために悪用する人間を許さない。素直で礼儀正しい性格だが、姉のカリンの前では砕けた一面を見せる。良くも悪くも料理バカであり、料理への情熱から周囲を呆れさせることも少なくない。
裏料理界との戦いに関しては、彼らのやり口に憤りながらも実力は素直に認めており、更生を訴えることもあった。
必要に応じて神様やマフィア風の男を演じたりと多彩な演技を披露する場面も見られる。料理を振るった後に「彼が最年少特級厨師・劉昴星！」と素性が判明して登場人物が驚愕して収まるという、『水戸黄門』のような演出も見られる。
スケールの大きな料理・奇抜な料理という特性が際立つが、チョウユ仕込みの技術は超一級であり、包丁一本で満漢全席秘中の秘、竹林七賢の豆腐の彫刻を創り出すなど精密な作業も難なくこなす。
科学知識にも明るく、それを応用した道具を調理器具にしてリエンに勝利したこともある。
普段は頭にバンダナを巻いているが、おどけて鼻で結んだ頬かむりのようにしてかぶることもある。
伝説の厨具「永霊刀」「転龍壺」「魔聖銅器」に継承者として認められたが、皇帝御前料理大会決勝トーナメントでは伝説の厨具を使用せずに戦った。
髪の色は原作では黒だが、アニメ版『中華一番！』では青。原作と比較すると、かなり腕っ節の強い描写が見られる。
チョウ・メイリィ（周梅麗）
声 - 雪乃五月 / 茅野愛衣
チョウユの一人娘で陽泉酒家の看板娘。ただし、料理の腕はないので、専ら給仕や洗濯などの雑用を務めている。共に過ごす内にマオに好意を持つようになるが、料理以外は鈍感なマオにやきもきする場面も多い。15歳。
初登場時は姉御肌のお転婆娘で、マオを心配するあまり彼を信じきることができず、足を引っ張ってばかりいた。『真』にて再登場した際にもあまり変わっていなかったが、シロウの「マオ兄を信じろ！」の一言で目が覚め、マオと旅をするにつれて徐々に成長していった。
亡き母メイカに面影が似ており、なかなかのプロポーションを誇り、シロウには豊満なヒップを「大桃発見、デカすぎて回収不能」と言われた。『真』ではマオとの関係を巡ったエピソードも増えてヘアースタイルも変更された。父・チョウユの料理の才能は受け継がなかったが、優れた味覚を持っているようで、マオとジュチ、アルカンの料理勝負では判定役を務めている。
『中華一番』では、特級厨師となったばかりのマオが修行の旅に出て『真』で広州に戻ってくるまで出番はなかった。アニメ版ではマオの修行の旅に同行している。
シロウ（四郎）
声 - 坂本千夏 / 藤井ゆきよ
桂林で中華料理屋「菜根館」を営む日本人の母親を持つ混血児。11歳。料理修行の旅に出ていたマオに出会い、弟分の一番弟子として付いて行く。マオのことは「マオ兄」、メイリィは「あねご」、シェルは「アニキ」と呼んでいる。師匠であるマオの修行先である陽泉酒家に入門し、すばしっこいところが雑用向きと陽泉酒家の料理人たちに重宝されていた。
滅多にすることはないが、真面目な顔をすると（美人である母親譲りの）なかなかの美男子でもある。
最初の頃はお調子者のトラブルメーカー（例として「売られている工芸作品を大量に壊し、損害を求められる」・「金がないのに高級料理店に入り、袋叩きにされる」など）といった印象であったが、どんな過酷な状況でもマオの勝利を信じ、マオとリエンの鍋勝負の時は全ての感覚を研ぎ澄ませてマオを勝利に導いたり、キヌガサタケを使ったラーメンを作ったのがきっかけで陶芸家ヘイシと少女ユウカを救う（その際、ユウカと恋愛関係になる）、マオとカイユの決戦時にはマオの心情を理解するなど徐々に料理人としての才能を開き成長していった。しかし普段はマオに甘えっぱなしのうえ、料理の自主特訓なども特にしていないため、料理の腕はまだ半人前で窮地に陥らなければ本気になれないのが玉に瑕。
母親が日本人ということもあってか、梅干しや納豆、おにぎりなど、日本の料理や食材に精通しており、レオンの執念や偽レオンの切腹の際には侍を連想した。
メイリィの胸をつついたり尻を触ったり等のセクハラ行為が目立ち、「黄浦江楼麟艦宴席料理決戦」でのラコンが練った生地の凄まじい膨張を見た際に「あねごも顔負け」と胸をつついた所、タコ殴りにされ、彫像からロープで吊るされた。
シェル
声 - 家中宏 / 中村悠一
通称「鋼棍のシェル」。20歳。山西省出身。「特級面点師」の資格を持ち、点心全般、特に焼売にかけては大陸一を自負し、ルオウをして「点心作りの若き天才」と称される。左頬に傷がある。料理対決後はマオの良き理解者かつ兄貴分となり、マオ、メイリィ、シロウ、レオンと伝説の厨具を探す旅に出る。究極の技は『無影麺』（インビシブルめん）であり、ジャガイモの麺をガラスの如く透き通った薄さにまで出来る。レオンをして「大陸広しと言えどもこれを打てるのは唯一シェルのみ」と言わしめる。
さっぱりとした明るい性格のムードメーカーで義理人情に篤く、クールなレオンとは対照的に描かれることが多い。反面おっちょこちょいで女好き、レオンがシェルの起こした不始末・問題をフォローすることが多々あった。一方、レオンが負傷した時には元気回復の点心を山ほど作るなど、レオンを気遣う様子も見せ、かつて極上のフカヒレ料理を激安で食べさせてくれた店『翅皇（シオウ）』が落ちぶれたのを気に病み、復活に一肌脱いでいる。
常に鋼棍を携え大陸全土を旅して料理修行し、調理道具でもある鋼棍には料理勝負で倒した一流料理人の数だけ撃墜マークを刻んでいるが、釣竿としても使用しており「慣れればヘタな釣竿より使える」らしい。戦闘能力も「一騎当千の武将」と例えられるほど高く、インチキ料理人セイヨの神殿をレオンと共に瓦礫の山に変えてしまう。
広州を訪れた際に陽泉酒家に立ち寄り、マオとの焼売勝負を経て、行動を共にするようになる。「黄浦江楼麟艦宴席料理決戦」では、生ける伝説であるラコンと互角の勝負を繰り広げ、霊蔵庫を巡る裏料理界大幹部「五虎星」の紅一点、”青眼虎”ミラとの死闘では敗れたが、料理勝負を行う前から互いに惹かれており恋仲となった。
『中華一番！極』ではレオンと共にマオに先んじて四川入りしており、菊下楼で執り行われたマリウの法要にも参列したが、爆破事件に巻き込まれ、暫くの療養を余儀なくされる。
伝説の厨具「霊蔵庫」に継承者として認められた。
レオン
声 - 林延年、野田順子（幼少期） / 杉田智和、青木志貴（幼少期）
陽泉酒家の料理人で元裏料理界麟厨師。通称「七星刀のレオン」。17歳。
マオが入門する4年前に陽泉酒家で修行し、ルオウ直々の弟子となり「早咲きの天才」と呼ばれた。料理修行に出たが学ぶべきものを見出せず、その向上心に駆られ、裏料理界の門を叩く。紙が水を吸収するが如く門外不出の技を会得し、「刀工にかけては並ぶ者無し」とまで謳われるようになった。だが、七星刀の一件で裏料理界の恐るべき実態を知り脱走。裏に対抗できる唯一の鍵「伝説の厨具」を獲得する為、陽泉酒家に帰還。マオとの刀工勝負を経て、共に裏料理界との戦いを開始した。
性格は堅物といえるほど生真面目で、使用した食材には成仏を願って霊符を貼る優しさも持つ。一方、ナイーブで傷つきやすい一面もあり、アルカンからも「表と裏の狭間で揺れ、情緒不安定」と指摘された。裏料理界入門前は中性的な美少年だったが、裏料理界での荒行により、強面の外見となった。腕っ節も強く、シャンに七星刀で斬りかかったり、手傷を負わされながらもシェルに濡れ衣を着せてきた盗賊団相手に大暴れしたこともある。
愛用の七星刀を用いた、水牛を血一滴、肉汁一滴零さず瞬時に解体する脅威の技「猛牛青龍斬」、瞬く間にイカをも瞬時に刺身にしてしまう技「七星破軍生墨魚片」（しちせいはぐんいかづくり）など刀工技は多彩。そして裏料理界の奥技の一つ、氷河の深奥から切り出した氷を磨き上げた脅威の氷包丁「北辰天狼刃」による究極の技「羅漢水晶斬」を持つ。ただしその包丁の特性上、一度しか使うことができず、しかも凍傷で手に多大な負担を与えるため諸刃の剣で、作中ではマオとの対決時に使用したきり。北辰天狼刃が消滅したので後の戦いでは使用できなかった。
『中華一番！極』ではシェルと共にマオに先んじて四川入りしており、菊下楼で執り行われたマリウの法要にも参列したが、爆破事件に巻き込まれ、暫くの療養を余儀なくされる。
伝説の厨具「永霊刀」に継承者として認められた。
ラン・フェイフォン（蘭飛鴻）
声 - 置鮎龍太郎、嶋方淳子（幼少期） / 榎木淳弥
広州特級厨師であり、マオの最大の好敵手。17歳。冷静沈着であり物事に動じない美少年。自分で信じた以外の運も宿命も信じない強い自立心を持つ。
裏料理界で生を受けたが、赤子の頃にパイに命を救われた過去を持つ。宮廷料理人である龍厨師となる前は広東省「大同館」で修業していた。
史上最難関と言われた広州特級厨師試験でマオと出会い、パイへの恩義からマオに国士無双のヒントを与えたり、マオが味覚を失った時には助けて共に合格、お互いを最大の好敵手と認め合う。特級厨師試験官のレイカをして「そのニ宿星、いずれ中国料理界を揺るがす」と称される。特級厨師試験では「絶対佳人」を「国士無双に不可欠なもの」として、麺・龍髭麺（ロンシャオメン）で表現。さらに本試験では「麺にして麺にあらず」という課題をジャガイモを使った冷麺で合格した。
シャンの策略により離ればなれになったシェルとレオンの代わりに、一時的に伝説の厨具探しの旅に同行。伝説の厨具「迦楼羅刀」に継承者として認められた。
その迦楼羅刀の地図を頼りに訪れた四川省の省都成都では麻婆王チンケンの3人の子による麻婆豆腐対決に料理人として加担し、重石を載せて水分を切り硬く圧縮された豆腐干を、孔雀の羽の如き絲（細切り）にして格子状に編み込み、燕の巣で固めた麻婆ダレを交互に重ね合わせるという驚愕の技術を披露し、観衆も「バケモノか？」と驚きを隠せずにいた。
謎の仮面女厨師パイラン（貝蘭）に変装して参加した皇帝御前料理大会決勝トーナメントでは伝説の厨具を使用しなかったマオ、カイユ、エンセイとは異なり、迦楼羅刀を用い五虎星エンセイを試合放棄に至らしめた。ただし、無闇に使っていた訳ではなく、迦楼羅刀を使用したのは皇帝御前料理大会のみで、継承者となってからそれまでの間は滝つぼの底に自ら封印していた（現に御前料理大会後は他の伝説の厨具が失われたこともあり、断崖絶壁から迦楼羅刀を放り投げ、継承権を放棄した）。
宮廷料理人である龍厨師、さらには宮廷厨房の副料理長まで登りつめるが、料理人の「位」よりも自らの夢を選び、マオたちと共に大陸に「味の架け橋」をかけるため旅に出る。
『中華一番！極』では、鳳凰八仙の一人ヒョウカの氷結卵子と時の皇帝から採取された精子によって母夜叉アルニャンを代理母に誕生したと明かされる。
アニメ版『中華一番！』では幼少時に両親を裏料理界に殺され、自身は裏料理界で強制的に料理修業をさせられた末に脱走。放浪の旅の途中でパイに助けられた過去を持つ。辛い記憶の大半は失われていたが、特級厨師になった後、その記憶を取り戻す。その後、両親の仇を討つべく裏料理界の総本部に向かうも、逆に捕らえられ、裏の丸薬で洗脳されてしまう。皇帝陛下の御前料理勝負で伝説の厨具を用いたマオの解毒スープにより正気を取り戻した後、リーの命により、マオたちと共に厨具探しの旅に出る。
アニメ版『真・中華一番！』では伝説の厨具探しの旅への同行や伝説の厨具「迦楼羅刀」入手の経緯が描かれていない。

### 広州「陽泉酒家」
チョウユ（周瑜）
声 - 大塚明夫 / 下山吉光
メイリィの父親で陽泉酒家副料理長。マオの師匠。特級厨師でその腕前は広州でも随一と言われており、陽泉酒家内でもルオウから全幅の信頼を受け、一切を取り仕切っている。
過去の特級厨師試験では「粥で青春を表現する」というテーマに挑んだ。特級厨師の身分を表す紋章は外套にあしらわれている。
マオがリー提督からの推薦で陽泉酒家に入門する際、その推薦状で鼻をかみ、さらにマオに課した最初の課題でマオが作ったチンゲン菜の「青梗菜炒め」に一切手をつけない（陽泉酒家の通過儀礼）など冷徹な一面を見せるが、内心ではマオたちの成長を願っており、入門後は刀工と火工を徹底的に叩き込む。
マオに厳しくも温かい指導を行い、父の姿を知らぬマオにとって第2の父親とも言うべき信頼関係を築く。シェルからは「ダンナ」、シロウからは「おっさん」と呼ばれ、口下手ながらも実直に導く事から皆に父親・兄貴分の如く慕われている。
京劇役者のような強面の大食漢であり、登場する時は何かを食している事が多い。広州大食い選手権10年連続覇者「大食い仮面」としての顔も持つ。腕っ節も強い。普段は寡黙で余計なことは話さず、必要なときのみ口を開く（ルオウ曰く「口下手」、リエン曰く「無口すぎる」）。自他共に厳格な性格な一方で、娘のメイリィとマオが親密になり過ぎるのを心配するような描写もある。
「料理人の使命は人々を幸福にすること」「料理人はどれだけたくさん切ったか、どれだけたくさん炒めたか、そしてどれだけたくさん食ったかだ」という信念をマオに語る。
実力は相当なものだが、主役であるマオを動かせなくなるという事情から、闇討ちや毒を盛られるといった妨害工作によりマオに後を任せる展開が描かれた。伝説の厨具探索の旅でもルオウによれば誰よりも行きたがっていたが、ルオウと共に広州を裏料理界から守護するため、愛弟子のマオら一行に託した。しかし、紫禁城での最終決戦時には、マオの危機に第一の伝説の厨具「永霊刀」を持って馳せ参じ、仲間たちと共に満漢全席を作り上げる。その後のマオとカイユの勝負で伝説の厨具を使わない両名に対して「誇り高き厨師の漲る気迫は伝説の厨具をも凌ぐ」と見抜いたシロウの成長を顔には出さなかったが内心喜んでいた。
番外編と原作8話によると、市場に行きつけの屋台があり、そこで出される大好物の肉絲麺（肉そば）3人前を朝食としている。また、ワインも好物としている。
ルオウ（羅鋈）大師
声 - 石森達幸 / 辻親八
陽泉酒家総料理長で広東厨師連合ではクァン長老に次ぐ次席長老。特級厨師。シェル曰く「広東料理界のカリスマ」。現在は高齢により厨房で腕を振るうよりも指導的な立場に立つことの方が多く、普段は酒（茅台酒を愛飲しているが、フランス領事館園遊会ではワインを「中々の酒」と気に入っていたことから何でもイケる口だと思われる）に酔って気ままに外出するなど飄々としているが、その技量は今もって健在（作中で自ら東坡肉を料理して出しており、食べた皆に絶賛されていた）。服装に関しても普段はラフだが、広東厨師連合次席長老としての職務の際にはきちんと着替えており、その時は然るべき威厳を醸し出している。アニメ版『中華一番！』では大宇宙焼売（ビックバンしゅうまい）の中身を確かめるために牛の首をも切れる「牛魔刀」を使用した（原作では普通の包丁）。
陽泉酒家の切り盛りは基本的にチョウユに任せており、自ら出ることはほとんどないが人望も厚い。店が焼け落ちてしまったときも、まず何よりも料理人たちの無事を喜ぶなど器も大きい。
彼の意向により、陽泉酒家の伝統は「伝統を覆す事」という大変ユニークなものとなっている。曰く、「この店には守るべき味は存在しない。常に創意工夫を持って古き味を打ち破る姿勢こそ陽泉酒家の料理人に相応しい」とのこと。
裏料理界との戦いを決意したマオたちに伝説の厨具の存在を教え、旅立ちを促す。
メイカ
声 - 木村佳乃、徳永悦子 / ちふゆ
チョウユの妻にしてメイリィの母親。故人。
リエンが想いを寄せていた人だったが、彼女は既にチョウユと恋仲で、将来を堅く誓い合っていた。リエンの純真すぎる恋心を傷つけるのを恐れ本当のことを言い出すことができず、そこへ父親（メイリィの祖父にして、陽泉酒家の先代総料理長）の干渉を受けてしまう。頑固で厳格な父親は、チョウユにメイカを任せられるかを試すために「龍蝦（ロンシア）三争覇」をリエンとチョウユの間で開催させ、「勝った方をメイカと結婚させる」と宣言してしまった。二人は「龍虎」と称えられており『真剣勝負すればどちらが勝つか分からない』とまで言われていたこともあり、思い詰めた挙句、メイカはチョウユを勝たせたい一心からリエンに痺れ薬を用いてしまう。後に彼女の行いを知ったチョウユもあえて真実を語らず、リエンの憎しみを一身に引き受けることにしたが、これが更なる禍根と悲劇を招くこととなってしまった。
チョウユと結婚後も気が晴れることはなく、根が優しい彼女はますます自分を責めてしまう。一連の行為は心労となって徐々に己の身を蝕ばみ、メイリィを出産後、病に倒れ二度と回復することはなく早逝する。亡くなる直前まで悔い続け、チョウユに「リエンに会うときがあったら、真実を伝えてほしい。そして、ごめんなさいと伝えて」と涙を流して頼んでいた。
サンチェ / タン・サンチェ（唐三傑）
声 - 阪口大助→岩永哲哉 / 岡本信彦
上海の老舗「龍鎮酒家」の御曹司。陽泉酒家でのマオの兄弟子。陽泉酒家時代はバンダナを巻いていて雰囲気も子供っぽかったが、龍鎮酒家で再出発するようになってからはバンダナを外し、顔つきも精悍になった。
怠け者でマオに刀工の仕事を押し付けるが、それは実家での修行中の事故による刀工恐怖症で包丁が握れなかったためであった。自分は料理人にはなれないと諦めていたが、実は夜中に火工の猛特訓をして料理への想いをぶつけていた。マオに押し出される形で追放されかけるが、陽泉酒家に残留するため、マオと協力して青椒肉絲（チンジャオロースー）の課題に合格し、チョウユに刀工を一から教えてもらえる機会を得る。しかし、料理人として再出発を図るため、あえて何も教わらず上海にある実家の「龍鎮酒家」に戻った。
その後、自力で刀工恐怖症を見事克服し、上海にて若手料理人のホープと目されるまでに成長。その刀工技術も、刀工超人の異名を持つレオンすら驚愕させるほどになる（サンチェの作った青椒肉絲（チンジャオロースー）の具材の切り揃え方を見たレオンは、マオと戦った後にもかかわらず「これほど正確無比な刀工を自分以外に知らぬ」と感嘆している）。それでも「マオの足元にも及ばない」と謙虚な心持ちであった。裏料理界に父親を人質にされたことから、マオの仲間として「宴席料理決戦」に参戦。第一試合のロウコとのスープ勝負では、「反跳甲魚湯」（バウンドスッポンスープ）で宴席料理の本質を的確に見抜き、勝利を収めた。その後、マオの旅には同行しなかったが、紫禁城での最終決戦時、マオの危機に第二の伝説の厨具「転龍壺」を持って馳せ参じ、仲間たちと共に満漢全席を作り上げた。
『中華一番！極』では、店を切り盛りしつつ、石化した「転龍壺」を管理していたが、自身が触った際にヒビが入ってしまう。水鏡に相談したところ、転龍壺の継承者に選ばれた故の出来事だとし、旅に出るよう促される。
アニメ版『中華一番！』では、陽泉酒家に来る前の龍鎮酒家時代の話が追加されており、父親に厳しく育てられ、母親から「お父さんは、サンチェに期待しているからこそ、厳しくしている」と論されながらも納得できずに気が緩んでいた時に刀工恐怖症になる事故が起き、父親は心配するどころか、罵声を浴びせてきた為、家出をしたことが描かれた。
アニメ版『真・中華一番！』では「黄浦江楼麟艦宴席料理決戦」でのロウコとのスープ勝負が描かれていない。

### 四川省国営菜館「菊下楼」
リュウ・カリン（劉珂玲）
声 - 引田有美 / 萩原あみ
マオの姉。マオより5歳年上。マオのことを非常に可愛がり、マオが修行中のため「菊下楼」を守っている。マオもカリンも容姿は母であるパイに似たようで、シロウも認める美人（本人曰く「菊下小町」）でスタイルも抜群。しっかりした性格だが実は味オンチ（料理人としてはイマイチ、という意味合いで基本的な料理の能力に支障をきたすレベルではない）である。
パイ（貝）
声 - 吉田理保子 / 高橋美佳子
マオとカリンの母親。四川省特級厨師にして四川省随一の国営菜館「菊下楼」の先代総料理長を務め、「四川（料理）の仙女」と称された偉大なる料理人。
その功績は数知れないほどだが、愛弟子として全てを注ぎ込んで指導したショウアンに裏切られて多額の借金を負い、それが原因の過労で他界。性格はマオと同じくお人よしであり、ショウアンの野心を見抜けなかったことが悲劇を生むことになってしまった。若き日は裏料理界と壮絶な死闘を繰り広げ、伝説の厨具を求めて大陸中を旅して回ったという過去を持つ。
『中華一番！極』にて玉仙によれば、元は菊下楼先々代総料理長（マオから三代前。祖父にあたる）の一人娘で、父に弟子入りしたマリウと出会い、やがて結婚（マリウが婿入り）。裏料理界との戦いや、伝説の厨具を求めた旅についてもマリウを探し求めてのものだったことが明かされた。マリウの手がかりを求めて梁山泊に潜入したこともあり、そこで発見した赤子を救うためにアルカンと死闘を繰り広げ、最終的に自身が保有していた「伝説の厨具」の地図と引き換えに赤子を救い出した。その赤子こそフェイで、その後、暫く料理の手ほどきをしながら裏料理界から逃亡していた過去からフェイは大恩人として今でも慕っている。
"玉麒麟"リュウ・マリウ（劉瑪琉）
『中華一番！極』から登場。マオとカリンの父親。四川省随一の国営菜館「菊下楼」の先々代総料理長で、「川菜皇帝」と称された偉大なる料理人であったが、ある重大な嫌疑により川菜史より抹消された禁忌の存在。龍厨師のルイは一番弟子に当たり、ルイによれば自身の身代わりとなって12年前に転落死したとされていたが、玉仙によると今も生存しているらしい。シャンの発言では、カイユ亡き後も活動を続けている裏料理界の源流・太極料理界に深い関わりを持っているとされ、彼を探す者には災厄が降りかかり続けるという。
その正体は、"玉麒麟"の名を与えられた裏料理界の総頭領を宿命づけられた空前絶後の天才厨師。10代で裏料理界から逃亡し、青兆山に住む中華大四の玉仙に引き取られ四川料理の全体系を体得する。その後、玉仙の下を離れて国営菜館「菊華楼」に弟子入りし、料理長の娘だったパイと結婚しカリンとマオが生まれた。しかし、マリウだけが伝説の厨具全ての真の力を引き出せる"担い手"とされるため、依然として太極料理界や裏料理界に狙われており、カイユがマリウを裏料理界へ引き戻してしまう。結果、マリウは裏料理界の関係者であるという重大な嫌疑をかけられ、密かに存在を抹消された。過去にパイが裏料理界と戦っていた理由はマリウを救出するためだったとされている。カイユが梁山泊を放棄したと同時に再び自由の身となり、そのまま行方不明となった。現在は仮面厨師オルファを名乗り素性を隠して活動しているが、その実は肉体をカイユに封印されており、霊力によって一時的に肉体を具現化した魂のような状態にある。

### 裏料理界
麟厨師以上の所属者は『水滸伝』に登場する百八星の綽名に由来する異名を持つ。特に、エンセイ（燕青）のように異名だけでなく名前も『水滸伝』の登場人物そのままの人物もいる。

#### 総頭領
マリウが裏料理界から逃亡し空席。

#### 五虎星（猛厨師）
"入雲龍"カイユ（凱由）
声 - 浪川大輔（『真・中華一番！』）
裏料理界の長。「薬膳料理」と「毒膳料理」の達人。背中に虎の刺青を持つ。裏料理界の最高幹部・五虎星の筆頭であり、同じ五虎星をして「裏の総司令」「恐怖の将星」と呼ばれ特別に畏怖される。無数の悪党、奸雄を輩出した中国の長い歴史上でも最も恐ろしい人物と評され、マオをして中国料理界の元凶と見据えるほどの巨悪。最強の料理人と呼ばれ、料理で人、国を支配しようと目論み、そのためには手段を選ばない。圧倒的なカリスマ性により裏の料理人たちを魅了し、アルカンと共に裏料理界を一代で最強の厨師軍団に育て上げた。彼が料理で人を支配するようになった背景は、25年前の子供の頃にいじめられていた際、毒入り料理で報復したことが始まりだった。
他の五虎星が誇る全ての超感覚を備え、あらゆる学術に精通する。また、気を用いて毒性ゆえに通常なら吐き出してしまうほどの不味い食材をも、美味なる食材に変質させる事ができる。
万里の長城において西太后を前に気を用いて、究極の毒膳料理「破魔八陣」を完成させるが、マオの母なる太陽球（マザーソーラーボール）に敗北。マオから「これからは、その腕で償うんだ」という説得にも耳を貸さず、西太后の周りにある厨具を奪おうとして矢を体中に浴びながらも、その血潮で伝説の厨具を使用不能とし、満足しながら死亡。
伝説の厨具「魔聖銅器」に継承者として認められたが、皇帝御前料理大会決勝トーナメントでは伝説の厨具を使用せずに戦った。
『中華一番！極』では回想でたびたび登場。本作における悲劇の大半がカイユの所業によると言っても過言ではない。ヒョウカからはカイユが率いる裏料理界は太極料理界を呑み込むほどの勢いだったと評されており、カイユはヒョウカの息子として誕生したフェイを裏料理界に強奪している。また、鳳凰八仙の一人・ジェランに対しても裏料理界の軍門に下るよう脅迫状を送り付けており、さらに過去には太極料理界の若手厨師を手懐けてジェランが面倒を見ていた太極料理界の子供たちを惨殺させジェランが闇堕ちする原因にもなった。他にも逃亡したマリウを執拗に付け狙い、マリウの身柄を太極料理界に先んじて確保するなどその暗躍はとどまる所を知らない。弟子育成能力の高さにも言及されており、朱雀厨師を圧倒し鳳凰八仙からも実力を認められるミラですらカイユにとってはいくらでも育てられるレベルの厨師に過ぎないと言われている。また、現在のマリウが魂だけで活動しているのも、カイユがマリウの肉体を封印した結果である事が明らかになった。
アニメ版『真・中華一番！』では「紫禁城料理大会」が描かれておらずその顛末や結末は不明となっている。
"浪子"エンセイ（燕青）
声 - 津田健次郎（『真・中華一番！』）
五虎星の一人。煮込み料理の達人。常に酒を飲んでいる風来坊のような風体だが、山東省の泰山に眠っていた伝説の厨具「貪狼壺」を一人で手に入れて来るほどの実力者。
アルカンからは「真の実力は五虎星随一とも言われる」と評され、レオン曰く「カイユが唯一恐れる男」であり、カイユやアルカンも真意を掴めず「底の知れん男」と危険視する。最大の武器は音だけで料理の状態を判断できる超聴覚で、特に煮込み・揚げ物が得意と噂される。しかし最終決戦では（フェイが演ずる）仮面女厨師パイラン（貝蘭）が操る伝説の厨具「迦楼羅刀」の奏でる音に敵わぬと察し、あっさり棄権した。以後、カイユの勝負の行方を見届け、カイユの亡骸を埋葬した。
伝説の厨具「貪狼壺」に継承者として認められたが、皇帝御前料理大会決勝トーナメントでは伝説の厨具を使用せずに戦った。カイユから危険視されていたもののエンセイ自身のカイユへの忠誠心は高く、カイユを裏料理界そのものと考え、彼の死後、裏料理界の存続を望む事は無かった。また「マオのような料理人が立ちはだかるとわかっていれば、カイユを全力で止めていた」と語っている。
『中華一番！極』では、西安で再登場。マリウや太極料理界に関して詳しい情報を持っているとされ、再会したフェイからも「紫禁城料理大会」での棄権も「猿芝居」とその真意を問われた。「西安面条比賽」の優勝の正賞が「玉龍鍋」であることも掴んでいたため、「永楽」として飛び入り参戦。決勝トーナメントでは奇しくも「太極宮」の代表として参加させられていたフェイとの再戦となるが、今度は本気で戦い、裏の秘技を駆使してフェイを幻惑したり、審査員が真に求めているものを提供するなどフェイを圧倒する実力を披露、フェイですら敗北を悟っていたが、シャンの妨害工作により敗退した。
アニメ版『真・中華一番！』では「紫禁城料理大会」が描かれておらずその顛末は不明となっている。
キャラクターのモデルは坂本龍馬。
"豹子頭"アルカン
声 - 安元洋貴（『真・中華一番！』）
五虎星の一人。別名「爆炎厨師」。火工、焼料理の達人。麟厨師の"瓊矢鏃"リコを従えている。カイユの側近で誰よりも信頼する存在であり、彼と共に現在の裏料理界を作り上げた。マオをも凌ぐスケールで炎を扱う火工の達人で裏料理界の精神的支柱。裏料理界には珍しく、武人と言って良いほどの潔く気骨ある性格。体温が常人の数倍と異常に高いため、大量の竹の水筒を体中に引っ提げ常に水を飲んでいる。その熱気は触れたものが燃えるほどである。最大の武器は敏感に熱を察知し、焼きムラなく料理を作り上げる超触覚。衣服が燃えてしまうためか鎧姿。また、六尺を越える青魚を5～6匹纏めて振り回したり、水牛を鎖を用いて片腕で引き寄せ素手で両断するという人間の域を超越した超怪力を誇る。技は長江を火の海にした「天雄爆炎河」、リコとの共同作業で鎖に繋いだ青魚（チンユイ）を振り回す「天雄火炎車輪」。梁山泊では水牛麺に6つの食材を包み始皇帝を表現した。
一度目の長江の勝負ではマオと引き分けたが、偶然の雨がなければアルカンの完勝と言って良い内容であり、一行に強い衝撃を与えた。二度目はジュチとの戦いを経て対抗策を練り上げ力量を増したマオの『恒河砂麺』の前に自ら敗北を宣言。用済みとして梁山泊もろともカイユに爆破放棄されるがマオを救うためすべての力を出し尽くす。その際、死亡したと思われたが、最終話ではリコと共に旅する姿が1コマだけ描かれている。かつて、梁山泊内で『四川の仙女』パイと対決して引き分けた過去を持つ。
『中華一番！極』ではパイとの戦いが描かれ、引き分けの代償としてカイユが太極料理界から強奪した赤子・フェイをパイに引き渡した事が明かされた。アルカンはカイユを説き伏せると約束したがカイユを止める事はできずフェイは裏料理界から命を狙われ続けていた。
アニメ版『真・中華一番！』では梁山泊での料理対決以降の様子が描かれていない。
"飛天大聖"ジュチ
声 - 小野大輔、菅野あすか（幼少期）（『真・中華一番！』）
五虎星の一人。蒙古式サバイバル料理の達人。蒙古族出身で胸部に虎の刺青を持つ。銀の長箸を用いての派手な調理法を得意とする関西弁の天才少年厨師。基本的に人懐っこい性格であり口が達者。人心を掌握する術を持ち、信念は「料理は演技（パフォーマンス）」。
幼い頃に両親に先立たれ絶望のあまり、自殺しようとしたところをカイユに拾われ、猛教育により料理の才能を開花させて頭角を現していた矢先、高熱に襲われて味覚を喪失。絶望しかかったところ騎馬民族の血により匂いだけで料理の状態や位置を判断する超嗅覚が目覚め、若くして五虎星にまでのし上がった。しかし自分の料理に喜ぶ人々の姿と、自分では味わうことの出来ないギャップのジレンマから、料理に憎しみしか感じなくなる。
カイユの命により、マオを裏料理界に引きずり込む策略のため、菊下楼に先回りし、町の全幅の信頼を得た臨時総料理長としてマオの前に現れる。マオとは二度に渡って料理勝負を行い、一度目は策略によって故郷でのマオの権威を失墜させることにほぼ成功するが、マオを信じたメイリィの心とフェイに阻まれ無効試合に（メイリィの裁定ではマオの勝利であった）。二度目はマオによってその超嗅覚と味覚喪失の秘密を暴かれて動揺した末、味見ができず、香りばかり強調したため、味・食感を台無しにしてしまい敗北。メイリィに一目惚れしたのはマオと出会う前の偶然であり、それゆえに策略にメイリィを利用せざるを得なかった勝負はジュチにとっても苦しみであった。カイユに敗北を報告しに戻り、罰としてカイユの毒膳料理スープ版の「破魔八陣」の実験台にされて仮死状態に陥るが（アルカンの尽力によって一命はとりとめていた）、マオによって奇跡的に意識を取り戻す。その後はマオの良き仲間として復活し、「紫禁城料理大会」でマオのサポートとして活躍した。
『中華一番！極』では、マオに先んじて菊下楼に到着しており、再び臨時総料理長として腕を振るっていた。マリウの法要での爆破事件に巻き込まれ、シェル、レオンと共に療養を余儀なくされる。
アニメ版『真・中華一番！』では梁山泊での料理対決以降の様子が描かれていない。
ドラマ版では大きく設定が異なり、“カイユの息子”である上に、ウォン・セイヨの如き役回りで何度か登場している。
"青眼虎"ミラ
声 - 遠藤綾（『真・中華一番！』）
五虎星の紅一点。通称「鏡のミラ」。相手と全く同じ料理を作る。ピアスの飾りに虎の紋章を持つ。インド人の血を引く絶世の美女で、プロポーションも抜群。『香辛料女帝』（スパイスクイーン）とも呼ばれる。その瞳に映る対戦相手の一挙手一投足を完璧に捉え、寸分違わぬ料理を作り出す超視覚の持ち主。カイユに仕込まれた完全なスパイス調合術により、あらゆる料理に完璧な仕上げを施す事ができる。超視覚による完全複写術で相手の料理を完全コピーし、さらに完全なるスパイス術が相手と同じ料理の味をさらに一段引き上げる。結果、ミラの料理は常に相手の料理を上回る不敗の方程式「香辛料不等式」（スパイスふとうしき）を実現している。
裏料理界での過酷な勝負世界で生き残り続けるうち冷たく虚ろな心となっていくのを実感していたが、互いの素性を知らずに出会ったシェルと勝負し彼の愛情を受けることで、穏やかな心を持つようになる。「敦煌式料理勝負」ではシェルとの麺勝負に勝った後、レオンとの羊肉勝負の「扒羊肝」（パーヤンカン、羊肉五目煮）で、その完全すぎる能力を逆手に取られて敗北（先の自身との勝負でシェルが瀕死の重傷を負っていたことも少なからず影響していた）。勝負の掟により自ら命を絶とうと塔から身を投げるも、真下にいたシェルに抱き止められて命を救われる。
その後、シェルと恋仲になって行動を共にするようになり、性格も明るく変化。「紫禁城料理大会」ではジュチと共にマオの良き仲間となって、得意のスパイス術でマオをサポートした。名前の由来は「鏡（ミラー）」。同じ五虎星のジュチからは「ミラ姉」と呼ばれるなど、仲が良い。
アニメ版『真・中華一番！』では「敦煌式料理勝負」の後、シェルやレオンに同行せずその場で別れている。

#### 麟厨師
リエン
声 - 速水奨 / 咲野俊介
仮面料理人。仮面の下の素顔は美男子だが、裏料理会で受けた無数の傷がある。かつてはチョウユと同門の好敵手にして彼と並ぶ天才料理人であり、「龍虎」とまで例えられた。「彼女こそ俺の生きる理由の全てだ」と言うほどにメイカに心を寄せていたが、16年前にチョウユとのメイカをかけた料理勝負「龍蝦（ロンシア）（イセエビ）三争覇」で、痺れ薬を塗った毒針を材料に仕込まれたのが原因で敗北。これを機にチョウユを憎むことになり、復讐のために裏料理界へと入門し、再びチョウユの前に現れる。
チョウユからも「料理の腕そのものはマオ以上」（アニメ版ではマオからも刀工技術を絶賛された）と認められているが、チョウユはおろか、子供のマオの挑発にさえも何かと激昂し、後述の鍋料理でも味だけを優先した結果、ちゃんとしたエビ料理を作れなかったなど、考えや精神的には弱いところがあった。対決時の言動も、マオの料理完成の予想外の速さに手にした鍋を放り投げてずっこける、マオに自身のタレの凄さを自慢気に説くも「で、そのタレは?」と聞かれて口ごもる(まだ完成していなかったため）、紙鍋を使ったと言うマオに(小さな書き文字で）「(紙を火にかけては）燃えてしまうではないか」と突っ込むなど、コメディー調で描かれている。
無人となった異人館にチョウユ親子や広州料理会の重鎮たちを呼び寄せて鳩肉に似せた毒ガエルの肉を食べさせて、人質としたことで、チョウユに16年前同様に「龍蝦（ロンシア）三争覇」を挑んだ。最初の刀工勝負において、16年前の仕返しとして、海老に紛れ込ませていたサソリの毒でチョウユを行動不能にするが、その卑劣さに激怒したマオと残り2戦（揚げ物・鍋）を展開。条件付きの限られた行動の中の勝負で2戦目のどちらかが調理し終えた時点で食に入る揚げ物対決では、マオのほうが早く調理を終えた為、自身の料理は未完成に終わり(揚げ物は出来ていたが、タレができなかった)、マオに試食は必要ないと一蹴され、実際に自身もマオの揚げ物・雲龍揚げが美味く作られていることを認めて敗北。鍋対決では16年前のチョウユとの対決で未使用で終わった乾貨を使用するが、味こそ最高だったもののメインの海老が同じ海鮮類の強い出汁で薄れたことで、試食を担当したシロウに「料理のスケールの差（ちゃんとした海老料理であったか、どうか）」を指摘されて敗北してしまった。解毒剤で回復したチョウユから16年前の真実とメイカの懺悔を知らされ、自分自身の過ちに気付いて改心。マオとチョウユに裏料理界が狙ってくることを警告し、敗者である自身のケジメをつけるために仮面を外し、素顔を表した上で猛毒を飲み、火を起こした異人館と運命を共にする。その後、遺品となった仮面はチョウユの手で墓に供えられた。
アニメ版『真・中華一番！』第2期では、火を放ったのはシャンとされ、マオたちは異人館に閉じ込められてしまうもシェルに救出される。
"一丈青"シャン
声 - 岡本麻弥 / 甲斐田裕子
裏料理界の女麟厨師。「黄浦江楼麟艦宴席料理決戦」を開き、上海料理界に侵攻してきた急先鋒。レオンと同じく血塗られた過去を持つ七星刀を使う。裏料理界で鍛えた刀工で瞬時に魚（チョウザメ）の腹を裂き卵をかき出し、さらに瞬時に切り口を塞ぎ魚を無傷同然にする脅威の技「七星破軍迅切開」を持つ。
露出度の高い装束に身を包み、妖艶な色香とプロポーションを持つ姐御肌の美女だが、勝つためには卑劣なことも色仕掛けも厭わず、自らのために人の命を奪うことにもためらいのない危険で冷酷な性格。小技を使うことにも長けており、海の幸対決の主食審査にて、あらかじめ味の濃い料理を食べさせることにより、美味しいと感じる舌の味の感覚を狂わせ不味いと感じさせてしまう裏技「舌覚疲労封」を使い、審査員の味覚を狂わせて、レオンに勝利した。マオとショウアンの豆腐対決でもマオの豆腐用の大豆を納豆にして台無しにするという卑劣さを発揮。しかし、その卑劣さは、ラァチェの魂の審判でレオンが過去を乗り越え、自身の七星刀を喪失する事態を招き、マオへの妨害も大魔術熊猫麻婆（マジカルパンダマーボー）を思いつかせることにもなってしまった。その後も伝説の厨具争奪のため暗躍するが、どこか詰めが甘く幾度も顔芸を披露するなど終盤はコメディタッチな描写で描かれるようになる。レオンとミラの「敦煌式料理勝負」では判定役を務め、皇帝御前料理大会ではカイユのサポートを行うが、カイユが死亡した後はエンセイやロウコと共に立ち去った。
『中華一番！極』では経緯は不明ながら、エンセイとロウコと袂を分かち、太極料理界に加わっており、姉貴分のアルニャンと共に「肉まん姉妹」を自称し、正体を隠してマオらに近づく。しかし、マオからはシャンほど美しく料理が上手い女性は見た事がないという理由であっさり正体を見破られ、その後はマオらに先んじてマリウを発見すべく、再びマオらに妨害行為を仕掛ける。
アニメ版『中華一番！』では終始シリアスなキャラクター。第49話において、マオとメイリィを洞窟に閉じ込め、2人の命を交換条件に伝説の厨具を手に入れようとするが、マオとメイリィが自力で脱出してしまったために失敗。最後のチャンスであったことから、裏料理界には戻れなくなり、マオたちの眼前で崖から飛び降り、生死不明となった。
"錦毛虎"ロウコ
声 - 天田益男 / かぬか光明
裏料理界きっての「湯皇帝」（スープエンペラー）を自称する巨漢の麟厨師。シャンを「姐さん」と呼び、行動を共にしている。煮立ったスープを素手で味見し、豚骨を歯で噛み砕き、包丁の代わりに両手に鉄の爪をつけて豪快かつ繊細に羽毛を捌く技「羅漢虎爪抜」を持つ。
サンチェとのスープ対決を展開し、鶏を丸ごと入れた「頂湯」（テインタン）の味そのものでは勝っていたが、宴席用のスープに適していなかったことから敗北。裏料理界の掟により、「難吃印（不味くて食えないものの意）」の焼印を腹部に焼印された。「黄浦江楼麟艦宴席料理決戦」後もシャンと共にマオ一行の妨害を行い、シェルとミラの「敦煌式料理勝負」では判定役を務め、皇帝御前料理大会ではエンセイのサポートを行い、カイユが死亡した後はエンセイやシャンと共に立ち去った。
『中華一番！極』では引き続きエンセイと行動を共にしており、「西安面条比賽」でもエンセイをサポートした。シャンが太極料理界の一員となっていることは知らなかったが、袂を別った現在でも「シャン姐さん」「ジュチ様」と呼ぶなど、かつての裏料理会における格上の相手には敬意を払っている。
アニメ版『中華一番！』では右手が様々な調理器具を備えた機械仕掛けの義手に変更。
アニメ版『真・中華一番！』では「黄浦江楼麟艦宴席料理決戦」でのサンチェとのスープ勝負が描かれていない。
ラコン
声 - 緒方賢一 / 秋元羊介
諸葛亮に仕えていた白羅家最後の末裔にして100歳を越える生きた化石で、「面点王（めんてんキング）」の異名を持つ。その実力は自信家のシェルでさえ味では敵わないと認めざるを得ず、ショウアン到着までは上海部隊のリーダーを務めていたシャンも敬語を使うほどの大物。逆立った髪型と長いモミアゲが特徴。面点棒は白羅家の家紋が刻まれた杖状のものを使用。口癖は「ヒョヒョ」。裏料理界には自分すら知らない点心の奥義があったことに大変な喜びを感じていたが、忠義などはなく、お互いに利用し合っているにすぎない。技は面点棒の回転で生地を捏ねる「白羅蛇転錬」。酵母は凄まじい膨張力を持つ三国時代からの饅頭の生地を使う「蜀漢老面」（しょくかんラオミエン）。奥義の秘饅頭は「四神海鮮八宝饅」。
シェルとの饅頭対決を展開するも、審査員全員が「どちらにも甲乙を付けられない」と判定できず、引き分けとなる。対戦後はシェルと憎まれ口をたたき合いながらもお互いを認め合った。シェルと10年後の再戦の約束を交わし、面点棒をシェルに預け、裏料理界から離れることを宣言して「中国全土味修行」の旅に出る（そうはいかないとシャンに攻撃されたが、飄々と躱して姿を消してしまった）。最後に審査員たちに「もうちっと舌を肥やせ！わしならば赤（シェル）のレンゲを高々と挙げとったわ」とシェルの饅頭「黄金開口笑」を絶賛した。最終回ではシェルが旅して出会ったという点心を求め、極北の地へと旅している姿が見られる。
ショウアン
声 - 塩屋翼 / 中川慶一
元四川省特級厨師。パイが心血を注いで育てあげた一番弟子であり、彼と対戦したマオからも「ショウアンと戦うのは、母さんと戦うことに等しい」と言わしめるほどの天才料理人。野心家であり、パイの利用価値がなくなったと同時に豹変し、腕利きの料理人と財産を持って菊下楼を出て行き、パイが過労死する原因を作った。菊下楼にいた頃はマオと毎日のようにケンカしており、互いに犬猿の仲であったが、ショウアンの裏切りによって完全に決裂した。
菊下楼の総料理長資格を賭けたマオとの幻の麻婆豆腐対決ではパイの麻婆豆腐を再現したマオに敗北し、厨師の資格を剥奪され、四川を追われた。その後、裏料理界へと入り、体に無数の傷を作りながらも、マオへの凄まじい復讐心を糧に短期間で異例の大出世を遂げる。
上海にてサンチェの父タンリィを人質にして再びマオと対峙。卓越した技量を見せ、マオに負けを覚悟させるほどにまで追い詰めるも、その際に作った料理「豆腐三重奏」は既にパイが作成していた料理だったことを知らなかった為、オリジナリティに欠けることを理由に敗北する。かつての麻婆豆腐対決では『パイの料理を再現できずに敗北』し、豆腐対決では『知らずにパイの料理を再現したことで敗北する』という皮肉な結果となった。後に五虎星のアルカンからは、実力ではマオを凌駕していたと評されている。
再び全てを失ったショウアンは船の自爆装置を作動させ、マオたちを道連れにしようとするが、異変を知って駆けつけたチャイ船長によって、それすらも失敗に終わる。船が炎上する中、地獄の道連れにマオを殺そうとするが、自分を救おうとするマオの姿にパイの面影を見て改心。それでも故郷の四川に戻ることを拒み、パイの料理書をマオに渡して、炎上する東シナ海にその身を沈めた。
非情な性格とは裏腹に料理に関しては誇り高く真摯であり、料理前こそマオに暴力を振るっていたものの、料理開始後は小細工を弄せずに正々堂々とマオと戦った。パイに関しても非情な裏切りをした反面、彼女の料理書を最後まで大事に懐に持っていたことから、心の奥では師として、母代わりの存在として慕っていたことが見受けられる。初登場時は悪人面であったが、苦労を重ねた結果か再登場時には精悍な二枚目の容姿になっていた。裏料理界の一員になってからは左目に眼帯を付けていたが、これはアニメから逆輸入したものと作者が述べている。
アニメ版『中華一番！』では10年もパイの下で修行したもののいつまでもパイに認められることのなかったショウアンがヤケになり暴れだした時に火傷を負って左目を失って菊下楼を出て行き、苦悩とともに中国各地を放浪し、やがて上級厨師になって10年の時を経て菊下楼に戻ってきたという設定となった。また、マオとは麻婆豆腐勝負の前に炒飯勝負を行い、マオがパイの炒飯を再現したことで、マオはショウアンと菊下楼の総料理長資格を賭けた勝負を行う資格を得た。
"瓊矢鏃"リコ
声 - 村田知沙（『真・中華一番！』）
アルカンに従う女麟厨師。15歳。彼とのコンビネーションは抜群である。「神の舌」と呼ばれるほど厳しい舌を持っている。
麟厨師の面々からは「気まぐれで飽きっぽい」と評されてはいるものの、劇中では終始明るく振る舞っており敵対的な雰囲気は一切なくマオ達に対しても人懐っこく接する。敵でありながらマオにやや心惹かれた描写もあったが、その絆は強く最後までアルカンと運命を共にする。梁山泊で死亡したかに見えたが、最終話ではアルカンと共に旅する姿が1コマだけ描かれている。
アニメ版『真・中華一番！』では梁山泊での料理対決以降の様子が描かれていない。

#### 一般メンバー
案内人
声 - 茶風林 / 高岡瓶々
案内人を務める老人。本名は不明。リエンの従者も務めている。
アニメ版『中華一番！』では、リエンがマオとの料理勝負の末に自決した後は本部に戻り、マオたちのことを報告。上海においてはマオ一行を楼麟艦の水上大闘味場に案内し、ショウアンも迎えに行き、現状を報告した。
偽レオン
声 - 田中和実 / 小松史法
レオンに成り済ました男（自ら「裏料理界の男」と語っていたが、料理人であったのかは不明）。本名不明。
レオンに化けて広州に姿を現し、最初の活動としてシェルを闇討ちし、彼の鋼棍を強奪。永霊刀を巡る料理勝負の後に開かれた料理祭では厨房で調理をしていたレオンを後ろから刃物で斬りつけて動きを封じた後、マオたちを欺いて永霊刀を手に入れるが、息を吹き返したレオンに殴り倒されて、鋼棍も奪い返されてしまう。最後の足掻きとして永霊刀で切腹自殺を行い、永霊刀の霊力を失わせた。

### 太極料理界
"托塔天王"タイ /デーン・タイフォン（丁泰鳳）
『中華一番！極』から登場。鳳凰八仙の一人。八仙の首魁。玉龍鍋（天）の担い手。太極古城に乗り込んできたマオと対峙する。玉龍鍋の担い手とされているにも関わらず、玉龍鍋に触れる事をシュウリの怨念に拒否されており、自らが玉龍鍋の担い手であることを証明すべくマオと命がけの料理勝負を行う事になる。
"母夜叉"アルニャン
『中華一番！極』から登場。鳳凰八仙の一人。霊蔵庫の担い手。太極料理界に加わったシャンと共に「肉まん姉妹」を自称し、マリウに迫るマオたちの命を狙う。宮廷料理を難なく作り上げるなど、シャンと互角かそれ以上でマオをして「超一級」と言わしめる実力を持ち、太極料理界での地位もシャンより上で「様」付けで呼ばれている。
抜群のプロポーションを持つ美女で、普段は包容力がありおっとりした振る舞いをしている。しかし一たび激昂すると、異名の通り夜叉の如く恐ろしくすさまじい表情と口調に変貌する。またシャンに負けず劣らずの卑劣さを持ち合わせており、ルイを油断させて暗殺を謀ったり、マオのツボに針を刺して行動を操り、幻覚作用のある食材を用いてパイに扮してマオからマリウ捜索の手がかりとなる「水晶卵」を奪い、マオを太極料理界に引きずり込もうとした。
"母大虫"ジェラン
『中華一番！極』から登場。鳳凰八仙の一人。魔聖銅器（白虎壺）の担い手。西安にある「太極宮」という秘密拠点の責任者。「美しい料理」をこよなく求める一方で「太極料理界は裏料理界のように甘くない」と言うほど、女王然とした冷酷無比な性格で自身の目に叶わない料理を作った厨師を処刑したり、赫風呂の準備に手間取った配下の指を切り落とす命令などを下している。彼女自身は裏の技を網羅しておらず、シャンの持つ裏料理界の技術には一目置いている。過去には裏料理界首領のカイユから脅迫されており、カイユの目的には同意するものの軍門には下らず、カイユの使者としてやってきたミラを捕らえた事がある。かつては人命を重んじる性格だったが、裏料理界に寝返った太極料理界の若手厨師たちによって面倒を見ていた子供たちを惨殺された事で闇堕ちした過去を持つ。
ドミノマスクで目元を隠しており、豊満なプロポーションを持ち、人前であっても全裸かガウンのような軽装で過ごしている。西安でフェイ、ルイを相次いで拉致し、二人に敗者は処刑という条件で「美しい料理」の調理を強要する。フェイとルイが示し合わせて、敢えて引き分けになるように持ち込むとルイを人質にしてフェイに太極宮代表として「西安面条比賽」への参加を命じた。
"混世魔王"ケイカ
『中華一番！極』から登場。鳳凰八仙の一人。迦楼羅刀の担い手。崋山をアジトにしており、「永遠不敗」・「鶏料理にかけて並ぶ者はいない」と豪語する自信家。圧倒的な実力でマオに初めて完勝した（ただし、食材の鶏で良質なものを、マオからの横取りと言って良い強引な手段で取得している）。アルニャンやジェランから「あの方」と呼ばれ一定の敬意を示されているが、マオが言うにはスワンよりは格下とされる。
''霹靂火''ラモン
『中華一番！極』から登場。鳳凰八仙の一人。転龍壺の担い手。実力ある厨師を華山へ攫うのが任務であり、誘拐した厨師を運ぶ飛行船マイカオ＝フェイジン号の船長を務める。味覚が稲妻として放出され、それが料理の評価となる。部下曰く「10本で満点」とのことだが、作中では12本や15本といった満点以上の稲妻が放出されている。飄々とした態度だが、ジュチも怯むほどの威圧感を醸し出している。
"雲裏金剛"スワン
『中華一番！極』から登場。鳳凰八仙の一人。永霊刀の担い手。嵩山をアジトにしている破戒僧。かつて伝説の厨具全てを集め、不老不死の料理を食べたとされる男。マオ曰く、ケイカよりも格上。
"神行太保"ヒョウカ
『中華一番！極』から登場。鳳凰八仙の一人。貪狼壺の担い手。フェイの母親で、彼女の冷凍卵子からフェイは生まれた。子供のような姿をしているが、鳳凰厨師における序列は3位。得意料理はデザート。氷気を操る能力を持つ。
"神機軍師"ウー
『中華一番！極』から登場。鳳凰八仙の一人。玉龍鍋（地）の担い手。盾を所持した巨漢。アルニャンからはタイ天王以上に逆らってはいけない人物だと言われている。
"一丈青"シャン

### 中華大四
中国四大料理「四川、広東、上海、北京」の頂点に君臨する4人の料理人。
玉仙
『中華一番！極』から登場。中華大四の一角。中国四大料理・四川の頂点に君臨する。年齢は150歳を超えており、四川の奥地の「青兆山」という山に少数の弟子と共に隠棲している。
よぼよぼで貧相な老人であるが、マリウの法要前にふらりと「菊下楼」を訪れ、玉子チャーハンを所望する。ジュチやマオが作ったチャーハンを一口食べただけで帰るなど満足していなかったが、老師からヒントを得たマオが作った特製玉子チャーハンを『型破り』と絶賛する。玉子料理を見ればその料理人の素質がわかると意図を説明したうえで去り際に自身の正体を明かし、マリウが生きていること、いずれマオが敵と相まみえることを予告して飛び去っていった。その後、マオ・ルイ一行の訪問を受け、マリウの正体と太極料理界の存在を教え、マリウ捜索の手がかりとなる「水晶卵」をマオに託した。
ルイによればマリウは生前、玉仙に命を狙われていたとされるが、それは太極料理界の陰謀だった。
水鏡
『中華一番！極』から登場。中華大四の一角。中国四大料理・上海の頂点に君臨する。年齢は150歳を超えており、中国有数の景勝地、西湖の奥地に隠棲している。
若い外見をした青髪の女性。龍厨師筆頭のジュゲンとは知り合いで、サンチェの父タンリィとも旧知の仲でサンチェとも面識がある。転龍壺を破損させたと思い込んだサンチェの訪問を受けた際に玉龍鍋が何者かに盗まれたこと、そして伝説の厨具が蘇りつつあることを伝え、転龍壺の継承者と認められたサンチェに伝説の厨具を集める旅に出るよう促す。

### 王朝関係者
リー提督 (李鴻悦)
声 - 小杉十郎太 / 松田健一郎
宮廷料理の司膳太監（大厨房の総監督官）を長年務めた中国料理界の重鎮（「絶対権威」と称される事が多い）。一兵卒だった若き日にパイに救われ、マオたちにその日に出された麻婆豆腐を課題に出す。
その後、マオの資質を見出し、後見人に近い役を買う。マオが餃子兄弟に勝利したときに再会し、特級厨師試験への受験を勧める（ただし、すでに彼により出願手続がされていた）。
ローウェン大師
声 - 緒方賢一 / 星野充昭
リー提督より遥か以前に宮廷料理を取り仕切っていたという中国料理界の伝説的権威。現在は中国各地を放浪し優れた料理・料理人を探している。普段はにこやかで貧相なおじいさんといった風体だが、必要な時には威厳を醸し出す。チョウユすらその正体を知り汗を垂らすほどの人物。作中では自ら料理を作るシーンはなかったが、味覚は素晴らしく、食べた料理の仕掛けをすぐに見抜くなど相当な技量の持ち主である。
ジャン・バジャールの放火によって焼失した陽泉酒家再建がかかった大一番、広州餃子大会の会場に現れ、餃子兄弟が作る火炎餃子に話題をさらわれて苦戦していたマオの餃子の真価を見抜いて一波乱を起こす。
『真・中華一番！』ではカイユとの最終決戦前に再登場している。
ジュゲン
中国料理界の最高位・龍厨師筆頭。内膳房総料理長。紫禁城大料理大会の運営・進行を担当。宮廷内におけるフェイの師匠であり、彼からはジュゲン大師と呼ばれる。『中華一番！極』では彼も特級厨師であることが判明しており、特級厨師の説明の際にフェイやチョウユ、ルオウと共に数少ない資格保持者として描かれている。中華大四の水鏡とも既知の関係。
アニメ版『真・中華一番！』では「紫禁城料理大会」が描かれておらず未登場。
西太后
実在の人物。作中では輝かしい美貌と卓越したカリスマを持った女性として描かれている。紫禁城料理大会は彼女の誕生祝いで行われたもの。決勝トーナメントでは「西太后陛下が食されたことの無い料理」という課題が出された。カイユが出した人格支配の毒膳料理「破魔八陣」を食した事で頭髪が白髪になるまで衰弱してしまうが、マオが万里の長城を利用して作り上げた「母なる太陽球（マザー・ザ・ソーラー・ボール）」を後から食べていた為、すんでの所で回復。マオに軍配を上げた。
アニメ版『真・中華一番！』では「紫禁城料理大会」が描かれておらず未登場。
ルイ
『中華一番！極』から登場。宮廷料理人「龍厨師」でマリウの一番弟子。「宮廷御膳房の若き俊英」と呼ばれる名料理人で腕っ節も強い。マオとは面識がなかったが、カリンからは「ルイ兄さん」と呼ばれており、フェイとは兄弟弟子の仲で「ルイ哥哥（兄さん）」と呼ばれている。
師・マリウの十三回忌法要に出席するため、「菊下楼」を訪れる。総料理長として法要の料理担当であったマオが想像で作ったマリウの麻婆豆腐を否定し、「マリウの味を継承するものは自分以外にはいない」と”マリウの麻婆豆腐”を披露する。法要での爆破事件にマリウが関わっているとマオ、メイリィ、シロウを引き連れて、玉仙の元を訪ねる。玉仙からマリウが生きており、西安にいるとの情報を受け、西安に向かうもそこで太極料理界の刺客に襲われていたジュンを救出するが、空腹で力が抜けたところを狙われて、そのままジェランによって囚われの身となった。
実力はマオと互角かそれ以上のはずだが、チョウユ同様に主役であるマオを動かせなくなる事情から、別行動や闇討ちを受けるなど勝負の場に居合わせない展開が描かれた。

### その他の人物
レイカ
声 - 一城みゆ希 / 押川チカ
広東料理を得意とする女性特級厨師。中国料理界ではマオの母・パイと双璧を成す凄腕の女厨師で、「四川に"仙女"パイあり、広東に"女虎"レイカあり」と謳われたほどの伝説を持つ。マオとフェイが受験した広東省特級厨師試験で本試験試験官を担当した。
料理に対して自他ともに厳格な為、直接弟子は育てていない。険しい顔付きをほとんど崩さず、一切の妥協が無い厳しくも正しい裁定を持って特級厨師試験の合否を決め、最後に残ったマオとフェイに特級厨師試験合格を、その場で告げた。
パイとはライバルであると同時に互いを認め合う関係であり、「菊花楼にいた時に母さんから教わった」というマオの言葉で、彼がパイの子である事を即座に悟った描写から、パイの結婚と出産は知っていた模様。『中華一番！極』でもフェイの幼少期の回想の中で、パイはレイカを”古い親友”と呼び、頼るようフェイに伝えていた。
厳格かつ正しい姿勢を貫こうとするだけあって、マオとフェイの将来性を感じ、「この二人が更に腕を磨き続ければ、この国の料理も前進するだろう」と心の中で僅かに笑みを浮かべながら亡きパイに語りかけるなど、中国料理界の将来を真剣に考えている人物である。
ジャン・バジャール
フランス料理の名シェフで、フランス領事ブランのお抱え料理人。「ジャン・バジャールの料理を食わずしてフランス料理は語れない」とまで言わしめているほどの高名な料理人だが、性格は高慢かつ嫌味。「万能の味」など存在しない、人によって味の好みは違うという信条を持ち、究極の味一つを追求するマオとの対比がなされている。
炒飯を「犬の餌にしかならん」と堂々と足蹴にしながら侮辱、これに怒ったマオがレンゲを頭に当てた事に逆に激怒して料理勝負をブラン領事に提案する。領事らを前にした炒飯とピラフの米料理勝負では、自身の信条に則ったブランを始めとした審査員の味の好みを知り尽くした優位な状況であったが、西洋の食材であるトマトを巧みに使用したマオに敗れる。程無く料理人を解任されて領事館からも追い出されてしまい、一転して浮浪者同然に落ちぶれ、地位も立場も失ってフランスに帰される身となった。この事からマオを逆恨みするようになった挙句、陽泉酒家に放火する。広東厨師連合の職員ウェンを買収してマオを放火犯に仕立て上げるが、マオは窮地を自力で乗り越えたうえ、最後はリー提督に悪事を暴かれ、広東厨師連合の部下に引っ立てられていった。アニメ版『中華一番！』では登場しない。
ドラマ版では最終的に中華料理の素晴らしさを認めて過去の無礼を謝罪、陽泉酒家への放火もせずマオに加勢したこともあるなど、扱いはかなり異なる。
ブラン
フランス領事。領事館で生活していたエリックやマルソー将軍ら4人のフランス人と共にて審査員を務める。バジャールが提案した米料理勝負にて審査員を務め、マオの料理トマト入り炒飯を絶賛した。勝負後にバジャールを解雇、これによって陽泉酒家放火事件（当日にブランも陽泉酒家を訪れていた）を間接的に引き起こしてしまうことになり、後日、陽泉酒家に見舞金を送っている。アニメ版『中華一番！』では登場しない。
クァン
声 - 佐藤正治 / 楠見尚己
広東料理界の絶対権威である広東厨師連合（広厨連）総帥。ルオウ、イェン（声 - 中嶋聡彦 / 金馬貴之）、スンフー（声 - 永井寛孝 / 小松史法）と共に、広厨連四天王と呼ばれる。かつては聡明な人物だったが、総帥の座を得たこともあって権力欲に捕らわれて高級食材や高級料理ばかりしか目を向けず、さらには自分の家族すら料理の味見の実験台としか考えていなかった。それに対し、反感を抱いたシュウランに対して意固地になった結果、多くの料理人の命を顧みず、死に至らしめている（ただし、広厨連総帥の権限内であり犯罪ではない）。あまつさえ、バジャールに買収された部下ウェンの言葉を鵜呑みにし、無実のマオに放火の疑いをかけ、文字通り「命を賭けた」料理を作ることを強制したばかりか、マオが作った粥を手抜き料理と扱き下ろしたため、これらのことを知ったリーからは「眼力が衰えた」と評される。
シュウランがマオと共に作った料理・ひげ根と芽を取り除いた如意菜（ルーイーツァイ）と呼ばれるモヤシの「鳳凰水晶」を食したことで料理人としての原点を思い出して改心。餃子大会ではリー提督と共にマオたちの餃子の秘密を的確に判断するなど、料理に対する姿勢を改めた事でかつての聡明さを取り戻している。伝説の厨具継承を巡る戦いでは、広厨連四長老の一人としてマオとレオンの料理を判定した。原作最終回では一コマだけだがシュウランに料理を教えながら、彼女を見守る姿が描かれている。
アニメ版『中華一番！』では、シュウランの話がカットされた為、餃子大会からの登場となり、それゆえにキャラクターとしては改心後となっている。また、マオが彼に作った鳳凰水晶は、アニメオリジナルの最終章で皇帝に振る舞われている。
シュウラン
クァンの孫娘で抜群のプロポーションを誇る美女（女性の容姿に関してほぼ無頓着なマオも「綺麗な人だったな···」と感じた）。祖父をはじめとした広厨連の者達が作る料理の実験台にされて病気がちとなったのを怨んで酒以外口にしなくなり、それに対して、料理人の命さえ天秤にかけて強引に料理を食べさせようという行為を拒絶し、多くの料理人を死に至らしめた。マオの動物の内臓や胃を使った粥で身体を治してもらうと同時に心の温かみを取り戻した後、マオと共にひげ根と芽を取り除いた如意菜（ルーイーツァイ）と呼ばれるモヤシの「鳳凰水晶」を作り、クァンたちを改心させた（一晩中二人きりで調理していた為、それを知ったメイリィは焼きもちを焼いていた）。鋭い目付きのキツい顔付きだったが、マオの粥を食べ、その調理に込められた苦労や気遣いを理解した後は、憑き物が取れたかの様に柔和な表情を見せる様になった。原作最終回で一コマだけだが再登場し、祖父の指導の下、料理修業に励む姿が描かれた。
アニメ版『中華一番！』では未登場だが、シュウランの治療用にマオが作った粥は、アニメ版『中華一番！』では皇帝に振る舞われた。
カラオ
声 - 森川智之（『中華一番！』）
流浪の賞金稼ぎ餃子兄弟の兄。元湖南省特級厨師で、その技術はクァンやローウェンに「チョウユに引けをとらない」「技術ではマオに勝るだろう」と評されるほどだが、近年は料理のほとんどを弟であるアルに任せ、自身は旅のマネジメントに徹していた（アルの「俺、久しぶりにわくわくしているよ、兄貴が包丁を握るのは何年ぶりか」という台詞から分かる）。
店を持っていた頃、広州餃子大会で優勝した店の支店がすぐ向かいに出来てしまい、客を全て取られた上、ライバル店からは見下され、客たちからも笑いものになったことから、自分たちの名を広め、店も再建するために腕を研いたが、目的のためには妨害やクレームといった非情な手段も行うようになり、食べるものを思いやる心も欠けてしまった。餃子大会において、マオに感化されていったことで、捨て去ったはずの料理人魂を取り戻し、ついに久しぶりに自ら包丁を手にして、海老の龍（ドラゴン）餃子で料理勝負を挑んでいく。延長戦で敗北するもマオの料理人魂を認めて改心し、マオと和解した。大会終了後は、チョウユの見舞金とマオへの激励を残し、弟のアルと共に再び旅に出た。
『真・中華一番！』では弟と共に終盤に再登場する。暴行を受ける子供を気遣ったり、御前料理試合の予選を試合放棄する形でマオに手を貸すなど、好漢な面が強調されている。
ドラマ版では裏料理界の一員で、徹底的に悪役となっている。
アル
声 - 江川央生（『中華一番！』）
流浪の賞金稼ぎ餃子兄弟の弟。兄とは対照的に筋骨隆々の大男で、怪力を用いて餃子の皮やタネを徹底的に深く練りこみ、餃子のタネを完成させる。さらに最後に高濃度のアルコールの酒を吹き出し着火して残った水分を蒸発させ、花開くがごとく美しい餃子・火炎餃子を仕上げる。普段、料理の一切を行っているのは彼である。
兄のカラオ同様に過去の出来事で性格が歪んでしまい、チョウユを負傷させた。餃子大会の延長戦が決まった際には、深夜にマオのいる厨房に赴き、マオの食材を台無しにしようとするが、チョウユに阻止される。延長戦でカラオが負けを認めた後、自身も改心し、マオを称えた。大会終了後はカラオと共に再び旅に出る。
『真・中華一番！』では兄同様終盤に再登場し、御前料理試合の予選で兄弟で参加するが、試合放棄する形でマオに手を貸した。
ドラマ版では兄同様に裏料理界の一員で、徹底的に悪役となっている。
モウコ（王虎）
声 - 堀之紀（『中華一番！』）
原作にもモブ的に登場するが、名前や具体的な行動描写などはほとんどアニメオリジナルの設定。「少林館」の料理人だが、マオをチビ呼ばわりしたり「子供の来る所じゃない」などと邪魔扱いするほど不親切。
マオよりも先に手を挙げ、東坡肉を具に使った麺を完成させ、味は高評価となるが、もう一つの課題である国士無双の意味を履き違えていた事に気付かず、不合格になる。不合格理由は試験官曰く「東坡肉の創始者、蘇軾は自分を飾らず驕らない性格で、東坡肉を山海の具で目立たせてしまったため」。
ハン（邗）
声 - 中田譲治（『中華一番！』）
「東江館」の荒武者の異名をとる料理人。自分の料理を他人に見られることを嫌う一面を持ち、特級厨師試験の一次試験では自分の調理を覗いていたマオを乱暴に追い払った。
特級厨師試験予選では、牛骨・豚骨・鶏ガラを大量に長時間煮込んで作った濃縮スープの中に力任せに打ったコシの強い麺を味付け無しで入れ、食した者全てが国士無双の大豪傑になることを表現した栄養豊富で力強い「スタミナラーメン」で合格。本選でもヌンチャクのような包丁と鍛え抜かれた肉体を駆使して作る明快かつ豪快な牛筋麺（牛肉の細切りを麺に見立てた料理）でマオやフェイを唸らせるなど、シンプルな発想の中に新しい味を追求する料理人としての矜持を見せるが、度量の狭さと自己中心的な性格が仇となって、マオやフェイの料理を正しく評価しなかった（内心評価していたが合格に目が眩んで不当に低く点を付けた）事により、特級厨師試験を不合格になってしまい、4年後に必ず特級厨師になる事を胸に誓いながら去った。アニメ版『中華一番！』では、レイカに見苦しい振る舞いを見せたことを反省し、マオとフェイに謝罪及び「素晴らしい料理だった」と本心を伝えて、4年後に出直す旨を告げるシーンが描かれた。後に紫禁城料理大会にも参加している姿が描かれている。
タン
声 - 古田信幸（『中華一番！』）
「判林酒家」の鉄皿副料理長。その実力はチョウユにも匹敵すると言われている。
特級厨師試験予選では国士無双の英雄が持つ八徳を表現した八宝麺で合格する。特級厨師試験の常連で今回の試験は3回目だったらしく、その腕前を持ちながらも合格出来ないのは発想力の乏しさが原因だった。本選ではそれが見事なまでに災いして技術に追いつかなかった。課題である「麺にして麺にあらず」というテーマに対して彼が作った料理・猫耳朶（マオアルドウ）は通常の麺と同じく小麦粉を使い、ただ形を変えただけのものであり、しかも独自に工夫したアイディアによるものではなく人から教わった料理を伴林酒家のタレで仕上げた程度だった。その為、マオやフェイは口にしないどころか一瞥もよこさず、ハンからは「発想が安易なんだよ」と非難される有様であった。予選を通過した八宝麺も、あくまでも火工・刀工の総合力が優れていたことによる合格であり、アイディアとしては英雄が持つとされる徳を表す漢字を具材に彫ったというだけである。レイカにも「貧困な発想力を技術で誤魔化すのはもっての外」と酷評され、不合格を言い渡された。後に紫禁城料理大会にも参加している姿が描かれている。
タンの所属する「判林酒家」に酷似した名の「伴林酒家」という店が広州餃子大会に登場。また、タンが特級厨師試験で秘伝のタレを説明した際には「伴林酒家」となっている。
チェリン
声 - 深水由美（『中華一番！』）
広州料理界の魔女の異名をとる女料理人。
特級厨師試験予選では国士無双の豪傑が食べるに相応しい蛇・蛙・野兎・雉・鳩・蠍・蝙蝠等の具を使った野味麺（イエンウエイメン）で合格し、本選では米粉を使ったイカスミビーフンを作る。奇抜なセンスが持ち味で、料理の腕自体は確かなものだが、いかなる手段を用いてでも食させる事を信条とする危険人物。本選では、針でマオの味覚を麻痺させたり、料理にケシを用いるなど、非人道的な卑劣さを発揮。マオとフェイにより所業を暴かれた後、レイカから失格はもちろんのこと、料理人資格も永久剥奪、広州からの永久追放まで宣告された。それでも悪びれることなく「力尽くで料理を食べさせることこそ料理人としての最高の使命」と豪語していた。
ウォン・セイヨ
声 - 龍田直樹 / 越後屋コースケ
裏料理界とは別にマオ一行と因縁のある小悪党。
初登場では自身の三級厨師を福建省の特級厨師と偽り、”フカヒレ魔人”としてフカヒレの権利を独占し横暴を振るい、町民たちを苦しめていたが、粗末なフカヒレを使ったシェルとマオの斬新な料理に敗れ、その後、特級の偽証や悪事が明るみに出て、役人に引っ立てられた。2回目の登場では九華山で”アワビ魔神”と称して、伝説の厨具「魔聖銅器」を使って乾貨のアワビを一瞬にして戻し、そのスープを高額で農民たちに与えていたが、緑黄色野菜を用いて一気にビタミンを補給する奇跡!彗星炒飯（ミラクルコメットチャーハン）によって正気に戻った農民たちに袋叩きにされた挙句、シェルに殴り飛ばされた。さらに紫禁城料理大会でも”魔勒如来”と称して3回目の登場を果たし、魔勒十二神将なる腕利きの料理人たちを配下に従えて満漢全席勝負に臨んだが、結集したマオと仲間たちの前に敗れる。
本来伝説の厨具を使いこなせる実力はないのだが、これについてマオ達は「恩義」で力を貸していたのだろう、と推測している。
優位にある時は他人を堂々と見下し、「クサレはてた愚民（クズ）」が口癖。好色な面もある。そのくせ悪事を見破られるとみっともないほどに動揺する小心者。曲がりなりにも料理を用いて悪事を2度も成功させていることから口や演技・演出は巧く、そこそこ腕もある（マオ達には遠く及ばないものの、崩さずに煮るのが難しいとされる大フカヒレをしっかり煮上げるぐらいの力はある）。シェルは「クサレだが、小さな暴れん坊ってところだな」と評していた。
その子供のような小さな体格と対照的な風貌から、シロウには「とっちゃん坊や」呼ばわりされた。
原作「真・中華一番！」最終話でも1コマだけ描かれている。
アニメ版『中華一番！』では初登場時のエピソードはカットされ、その話の原作でマオが作った「竜巻魚翅」（トルネード・フカヒレ）は、アニメ版ではサンチェが裏料理会と戦える技量の持ち主かどうかを確かめるためのテストで作ったものとなった。アニメ版『真・中華一番！』第2期15話の魔聖銅器関連のエピソードでもこの時が初対面であるかのように変更されている。
ラァチェ
声 - 宝亀克寿 / 楠大典
七星刀を作った名工。1年前、七星刀以上の包丁が作られることを恐れたレオンに不意を突かれて刺される。我に返ったレオンは罪悪感に駆られ、上層部に己の罪を告白するが、上層部からは、目的のためには手段を選ばない裏の料理人として称賛された。これらの出来事で裏料理界の恐るべき実態を知ったレオンは裏料理界を脱走し、反旗を翻すようになる。だが、ラァチェは瀕死ながら辛うじて息があり、通りかかったシャンの薬と手当てで一命を取り留める。その後、シャンへの恩を返すために七星刀を新たに作るが、元々七星刀が欲しかっただけのシャンに今度こそ殺害されてしまう。
一連の真実を知ったレオンがシャンを道連れにしようとした時、レオンとシャンの七星刀同士が合わさって生じた輝きの中からラァチェの霊が出現。七星刀を通じてレオンの贖罪を見てきたことを告げると共に、「死ぬ事は許さねえ」とレオンに生きて贖罪を続けることを命じ、消えていった。直後、レオンの七星刀は以前にも増して光り輝く一方で、シャンの七星刀は砕けてしまった。
アニメ版『中華一番！』ではラァチェに会ったことのあるシェルの口からレオンに渡したものとは別の七星刀が秘密の神前に奉納されていたことが語られ、シャンは自白剤でラァチェに場所を吐かせ、神前の七星刀を入手。真実を明かした後のレオンとの格闘戦もシャンから仕掛ける展開に変更された。
ジュン / フー・ジュン（胡浚）
『中華一番！極』から登場。四川省最年少の女性特級厨師。四川料理の腕だけでなく、薬膳や鍼灸、整体などの医学にも通じている。
一般的に「大声で情熱的、直情型」と言われる四川出身女性を絵に描いたような明朗快活で姉御肌な黒髪美少女。マオのことは「マオピョン」と呼ぶなど気にいっており、歳の近いメイリィとは（主にマオに関することで）張り合うことが多い。マオに関しては自身を上回る国家最年少特級厨師ということで対抗心を燃やしていたが、徐々にマオを気に入り始め、メイリィに対して「好みの男子」と公言する。治療の経緯を知らないメイリィからはライバル視されることになり、冗談半分に焚きつけるなど張り合うようになる。
青兆山付近の山小屋に住んでおり、アルニャンの幻術で朦朧としているマオを発見して献身的に治療する。経緯は不明ながら、父親が太極料理界に拉致されており、太極料理界を追っている。太極料理界に関する情報の一環でマリウのことに関してもある程度は知っており、マオら一行に先んじて西安に向かう。道中、路銀を稼いでいる際にマオたちと再会、その後の西安では太極料理界に闇討ちされ、絶体絶命の折にルイに救出されるも、身代わりにルイが拉致されてしまい、太極料理界という共通の敵の一致からマオと行動を共にする。
シュウリ
伝説の厨具の創始者。『中華一番！極』にて、その人物像が掘り下げられた。
貧乏料理人の頃、宇宙から飛来した隕鉄を見つけ、神託から八つの料理道具を作り、それを元に巨万の富と大家族を得て、皇帝のような豪華な暮らしを満喫した。しかし、厨具を使った反動から多くの料理人が死んだことを知り、全財産と引き換えに厨具を集め、中国各地に封印。その後、嵩山で厨林寺を拓いたとされる。

## 書誌情報

### 講談社少年マガジンKC
- 小川悦司『中華一番！』講談社〈講談社少年マガジンKC〉、全5巻
  1. 1996年2月16日刊行、ISBN 4-06-312238-7
  2. 1996年4月17日刊行、ISBN 4-06-312260-3
  3. 1996年6月17日刊行、ISBN 4-06-312283-2
  4. 1996年8月12日刊行、ISBN 4-06-312308-1
  5. 1996年12月13日刊行、ISBN 4-06-312359-6
- 小川悦司『真・中華一番！』講談社〈講談社少年マガジンKC〉、全12巻
  1. 1997年5月16日刊行、ISBN 4-06-312412-6
  2. 1997年6月17日刊行、ISBN 4-06-312424-X
  3. 1997年8月12日刊行、ISBN 4-06-312445-2
  4. 1997年11月17日刊行、ISBN 4-06-312480-0
  5. 1998年1月16日刊行、ISBN 4-06-312502-5
  6. 1998年4月17日刊行、ISBN 4-06-312537-8
  7. 1998年6月17日刊行、ISBN 4-06-312558-0
  8. 1998年8月17日刊行、ISBN 4-06-312582-3
  9. 1998年11月17日刊行、ISBN 4-06-312618-8
  10. 1999年1月14日刊行、ISBN 4-06-312643-9
  11. 1999年4月16日刊行、ISBN 4-06-312664-1
  12. 1999年6月17日刊行、ISBN 4-06-312708-7
- 小川悦司『中華一番！極』講談社〈講談社少年マガジンKC〉、既刊19巻（2025年5月9日現在）
  1. 2018年4月9日刊行、ISBN 978-4-06-511209-0
  2. 2018年8月9日刊行、ISBN 978-4-06-512181-8
  3. 2018年12月7日刊行、ISBN 978-4-06-513478-8
  4. 2019年4月9日刊行、ISBN 978-4-06-514867-9
  5. 2019年9月9日刊行、ISBN 978-4-06-516228-6
  6. 2019年12月9日刊行、ISBN 978-4-06-517541-5
  7. 2020年5月8日刊行、ISBN 978-4-06-518690-9
  8. 2020年11月9日刊行、ISBN 978-4-06-521250-9
  9. 2021年3月9日刊行、ISBN 978-4-06-522660-5
  10. 2021年8月6日刊行、ISBN 978-4-06-524472-2
  11. 2022年1月7日刊行、ISBN 978-4-06-526590-1
  12. 2022年6月9日刊行、ISBN 978-4-06-528164-2
  13. 2022年11月9日刊行、ISBN 978-4-06-529644-8
  14. 2023年4月7日刊行、ISBN 978-4-06-531230-8
  15. 2023年9月8日刊行、ISBN 978-4-06-532841-5
  16. 2024年2月8日刊行、ISBN 978-4-06-534521-4
  17. 2024年7月9日刊行、ISBN 978-4-06-536124-5
  18. 2024年12月9日刊行、ISBN 978-4-06-537756-7
  19. 2025年5月9日刊行、ISBN 978-4-06-539450-2

### 講談社漫画文庫
- 小川悦司『中華一番！』講談社〈講談社漫画文庫〉、全3巻
  1. 2003年3月12日刊行、ISBN 4-06-360483-7
  2. 2003年3月12日刊行、ISBN 4-06-360484-5
  3. 2003年4月11日刊行、ISBN 4-06-360485-3
- 小川悦司『真・中華一番！』講談社〈講談社漫画文庫〉、全8巻
  1. 2003年12月12日刊行、ISBN 4-06-360677-5
  2. 2003年12月12日刊行、ISBN 4-06-360678-3
  3. 2004年1月9日刊行、ISBN 4-06-360679-1
  4. 2004年1月9日刊行、ISBN 4-06-360680-5
  5. 2004年2月10日刊行、ISBN 4-06-360681-3
  6. 2004年2月10日刊行、ISBN 4-06-360682-1
  7. 2004年3月12日刊行、ISBN 4-06-360683-X
  8. 2004年3月12日刊行、ISBN 4-06-360684-8
- 小川悦司『新装版　中華一番！』講談社〈講談社漫画文庫〉、全2巻
  1. 2010年2月10日刊行、ISBN 978-4-06-370730-4
  2. 2010年3月12日刊行、ISBN 978-4-06-370739-7

### 講談社プラチナコミックス
- 小川悦司『中華一番！』講談社〈講談社プラチナコミックス〉、全6巻
  1. 「幻の麻婆豆腐対決」2004年4月21日刊行、ISBN 4-06-353218-6
  2. 「中華の魔術　エビチリチャーハン」2004年5月19日刊行、ISBN 4-06-353245-3
  3. 「試練！特級厨師試験」2004年6月16日刊行、ISBN 4-06-353271-2
  4. 「甦れ！伝説のおこげ料理」2004年7月21日刊行、ISBN 4-06-353297-6
  5. 「味の爆発だ！エビチリチャーハン対シーフードピラフ！！」
    - 初版2009年4月22日刊行、ISBN 978-4-06-374393-7
    - アンコール刊行2013年11月13日刊行、ISBN 978-4-06-377928-8
    - アンコール刊行！2015年6月24日刊行、ISBN 978-4-06-385689-7
    - アンコール刊行！！！2019年9月11日刊行、ISBN 978-4-06-517276-6

  6. 「陽泉酒家を救え！　美龍対昇龍、餃子対決！！」
    - 初版2009年5月27日刊行、ISBN 978-4-06-374413-2
    - アンコール刊行2013年12月11日刊行、ISBN 978-4-06-377931-8
    - アンコール刊行！2015年7月15日刊行、ISBN 978-4-06-385704-7
    - アンコール刊行！！！2019年10月9日刊行、ISBN 978-4-06-517364-0
- 小川悦司『真・中華一番！』講談社〈講談社プラチナコミックス〉、全巻
  1. 「超味覚、ビッグバン・シュウマイ」
    - 初版2004年10月20日刊行、ISBN 4-06-353412-X
    - アンコール刊行2013年1月16日刊行、ISBN 978-4-06-377738-3
    - アンコール刊行！2018年8月08日刊行、ISBN 978-4-06-512829-9
    - アンコール刊行！！2019年11月13日刊行、ISBN 978-4-06-517691-7

  2. 「神技的火工　旅立ちの酢豚」
    - 初版2004年11月17日刊行、ISBN 4-06-353420-0
    - アンコール刊行2013年2月20日刊行、ISBN 978-4-06-377751-2
    - アンコール刊行！2018年9月12日刊行、ISBN 978-4-06-512830-5
    - アンコール刊行！！2019年12月11日刊行、ISBN 978-4-06-517690-0

  3. 「特級厨師魔術友情のスペシャル麺」
    - 初版2004年12月15日刊行、ISBN 4-06-353432-4
    - アンコール刊行2013年3月19日刊行、ISBN 978-4-06-377767-3
    - アンコール刊行！2018年10月10日刊行、ISBN 978-4-06-512831-2
    - アンコール刊行！！2020年1月15日刊行、ISBN 978-4-06-517689-4

  4. 「五虎星対決　マオの特製ギョーザ」
    - 初版2005年1月19日刊行、ISBN 4-06-353451-0
    - アンコール刊行2009年8月24日刊行、ISBN 978-4-06-374507-8
    - アンコール刊行！2013年4月17日刊行、ISBN 978-4-06-377776-5
    - アンコール刊行！！2018年11月14日刊行、ISBN 978-4-06-512832-9

  5. 「打倒・裏料理界、万里の長城・大チャーハン」
    - 初版2005年2月16日刊行、ISBN 4-06-353474-X
    - アンコール刊行！2013年5月15日刊行、ISBN 978-4-06-377791-8
    - アンコール刊行！！2018年12月12日刊行、ISBN 978-4-06-512833-6

### 関連書籍
- 小川悦司、週刊少年マガジン編集部監修、公式ガイドブック制作スタッフ責任編集『中華一番！公式ガイドブック　だれも知らないおもしろ大百科！』講談社、1997年6月、ISBN 4-06-319819-7
- 小川悦司監修、特級厨師料理研究会編『免許皆伝　中華一番！　料理虎の巻』講談社、1998年2月、ISBN 4-06-208997-1

## テレビアニメ

### 中華一番！
1997年4月27日から1998年9月13日まで日曜日19時30分から19時58分にフジテレビ系（テレビ大分を除く。テレビ宮崎は遅れネット）で放送された。日本アニメーション制作。プロ野球中継や特別番組などで放送中止や延期が重なり、全52話が1年半かけて放送された。本放送時の時間枠は直前まで『世界名作劇場』（『家なき子レミ』）を放送していたため、製作会社と放送枠を引き継いだかたちとなっている。また、同社作品では『ちびまる子ちゃん』（おどるポンポコリン）以来、久々にビーイング所属アーティストが主題歌を手がけた作品である。
第三の厨具である魔聖銅器の入手まではほぼ原作に沿ったストーリー展開であるが、原作漫画に追いついてしまったため、アニメ版のラストは五虎星とは戦わず、アニメオリジナルの展開で終了した。
本番組終了にともない、1975年1月開始の『フランダースの犬』以来23年9か月続いた日本アニメーション制作枠は終了。後番組はバラエティ番組『トロイの木馬』で、1969年4月開始の『どろろ』から29年半続いた日曜夜7時半のアニメ路線は中断することとなる。1年後の1999年10月よりスタジオぴえろ（現：ぴえろ）制作による「アニメ版GTO」の放送により復活。その後、2005年1月に『平成教育予備校』が開始され、アニメ枠は途絶えることになった。
映像ソフト化については、VHS版・DVD版がリリースされたが、現在は全巻廃盤となっている。2015年8月28日にTCエンタテインメントよりBlu-rayBOXが発売された。

#### オープニングアニメーション
二次オープニングまで、冒頭で「黄色い空を背景に竜が動き回り前面へ押し出てくるシーンと交互にタイトルロゴが現れる」演出となっているが、その交互に場面が切り替わる部分がフラッシュ（パカパカ）となっており、1997年12月に発生した「ポケモンショック」を受け、1998年1月放送分以降、地上波本放送時（再放送を含む）ではパカパカの演出が取り除かれる修正が施された（アニマックスなどのCS放送・ネット配信や、東映ビデオから発売されているオープニング/エンディング映像集である「日本アニメ主題歌集Vol.3」では修正されていない）。

#### アニメにおける演出
内容は原作『中華一番！』と『真・中華一番！』の両方に準じているが、『ミスター味っ子』のようにあらゆる演出が漫画よりも過剰になっている。
- 例
  - 料理を食べた瞬間背景で大波が発生する
  - 今川泰宏によるトリップシーン（―味っ子）の如く、フタを開けると金色の光が飛び出す
  - 突然「美味」の文字が現れる
  - 味っ子の毛利の如く、料理を食べて落ちていく（こちらは本当に薬物中毒になりかけた）
  - 宇宙に放り出される
  - トリコロールの波でサーフィンをする

#### スタッフ
- 企画 - 金田耕司
- 監督 - 案納正美
- 監督補 - 香川豊、高木淳（第14話まで）
- キャラクターデザイン - 岸義之、二宮常雄
- 美術設定 - 伊藤主計
- 美術監督 - 森元茂
- 色彩設計 - 古里久代、篠山智恵子、宮下眞理
- 撮影監督 - 吉坂研一
- 音楽 - 太田美知彦
- 音響監督 - 藤野貞義
- 料理監修 - 服部栄養専門学校
- 録音スタジオ - アクトスタジオ
- 現像 - IMAGICA
- 広報 - 城ヶ崎祐子
- プロデューサー - 小竿俊一、瀧山麻土香
- アニメーション制作 - 日本アニメーション
- アニメーション制作協力 - スタジオぴえろ
- 製作 - フジテレビ・日本アニメーション

#### 主題歌
「空」
第1話 - 第18話オープニングテーマ。作詞・作曲・歌は大黒摩季、編曲は葉山たけし。
「息もできない」
第19話 - 第36話オープニングテーマ。作詞は坂井泉水、作曲は織田哲郎、編曲は葉山たけし、歌はZARD。
「君さえいれば」
第37話 - 第52話オープニングテーマ。作詞・作曲は小松未歩、編曲は池田大介、歌はDEEN。
「青い空に出逢えた」
第1話 - 第20話エンディングテーマ。作詞・作曲は小松未歩、編曲は古井弘人、歌は辻尾有紗。
「ミネラル」
第21話 - 第36話エンディングテーマ。作詞・歌は 七緒香、作曲は松本孝弘、編曲は松本孝弘、徳永暁人。
「風のように自由 〜free as the wind〜」
第37話 - 第52話エンディングテーマ。作詞・作曲・歌は宇徳敬子、編曲はUK Project。第41話からはアコースティック・ギターver.になっている。

#### 各話リスト
| 話数 | サブタイトル                                 | 脚本     | コンテ     | 演出       | 作画監督          | 放送日 （フジテレビ） |
| ---- | -------------------------------------------- | -------- | ---------- | ---------- | ----------------- | --------------------- |
| 1    | 天才料理少年マオ                             | 菅良幸   | 香川豊     | 香川豊     | 武内あきら        | 1997年 4月27日        |
| 2    | 幻の麻婆豆腐対決                             | 菅良幸   | 高木淳     | 高木淳     | 谷口守泰          | 5月4日                |
| 3    | めざせ！特級厨師                             | 岸間信明 | 飯島正勝   | 飯島正勝   | 伊藤広治          | 5月11日               |
| 4    | 非情！陽泉酒家の掟!!                         | 戸田博史 | 寺東克己   | 西田健一   | 丸山宏一          | 5月18日               |
| 5    | 伝統を打ち破れ！打倒・陽泉酒家               | 戸田博史 | さがさとし | 渕上真     | 村上元一          | 5月25日               |
| 6    | 火炎料理人・餃子兄弟                         | 菅良幸   | 高木淳     | 高木淳     | 谷口守泰          | 6月1日                |
| 7    | 卑劣な罠！ 追いつめられたマオ                | 岸間信明 | 香川豊     | 香川豊     | 石川哲也          | 6月8日                |
| 8    | 対決！ドラゴン餃子!!                         | 菅良幸   | 飯島正勝   | 飯島正勝   | 丸山宏一          | 6月15日               |
| 9    | 夢への挑戦！特級厨師試験                     | 岸間信明 | 寺東克己   | 西田健一   | 谷口守泰          | 6月22日               |
| 10   | 究極の技！国士無双の麺                       | 菅良幸   | さがさとし | 渕上真     | 村上元一          | 7月6日                |
| 11   | 最終決戦！伝説の闘味場                       | 岸間信明 | 高村彰     | 高村彰     | 増谷三郎          | 7月13日               |
| 12   | 宿命の天才・美少年料理人フェイ               | 菅良幸   | 高木淳     | 高木淳     | 宮崎なぎさ        | 8月3日                |
| 13   | 完成ナマズ麺！運命の判定                     | 岸間信明 | 香川豊     | 香川豊     | 石川哲也          | 8月10日               |
| 14   | 勝者の証・栄光の紋章                         | 戸田博史 | 寺東克己   | 杉島邦久   | 丸山宏一          | 8月17日               |
| 15   | 天才料理少年!?シロウ？                       | 岸間信明 | 西田健一   | 西田健一   | 谷口守泰          | 8月24日               |
| 16   | 超ボイン！美人に注意甘い罠                   | 菅良幸   | 渕上真     | 渕上真     | 村上元一          | 8月31日               |
| 17   | 甦れ！幻のおこげ料理！                       | 菅良幸   | 飯島正勝   | 飯島正勝   | 宮崎なぎさ        | 9月14日               |
| 18   | 赤の恐怖・幽霊屋敷の秘密                     | 岸間信明 | 香川豊     | 香川豊     | 津幡佳明          | 9月21日               |
| 19   | 愛のかけ橋・銀河麺（ギャラクシーメン）       | 菅良幸   | 西田健一   | 西田健一   | 丸山宏一          | 10月26日              |
| 20   | 不幸をよぶ黒い鶏                             | 岸間信明 | 腰繁男     | 腰繁男     | 谷口守泰          | 11月2日               |
| 21   | 大陸一の男！陽泉酒家への挑戦                 | 菅良幸   | 渕上真     | 渕上真     | 村上元一          | 11月16日              |
| 22   | 撃墜王！標的にされたマオ                     | 岸間信明 | 平松禎史   | 杉島邦久   | 宮崎なぎさ        | 11月30日              |
| 23   | 輝け！大宇宙焼売（ビッグバンしゅうまい）     | 岸間信明 | 香川豊     | 香川豊     | 高橋英吉          | 12月7日               |
| 24   | 謎の招待状・仮面料理人の罠！                 | 菅良幸   | 寺東克己   | 飯島正勝   | 丸山宏一          | 12月14日              |
| 25   | 引き継がれた魂（スピリッツ）・異人館の血戦!! | 岸間信明 | 腰繁男     | 腰繁男     | 野口大蔵          | 12月21日              |
| 26   | 最強の切札！あざ笑う悪魔（ジョーカー）       | 菅良幸   | 西田健一   | 西田健一   | 谷口守泰          | 1998年 1月18日        |
| 27   | 壮絶！復讐の最終楽章（グランドフィナーレ）   | 岸間信明 | 平松禎史   | 杉島邦久   | 宮崎なぎさ        | 1月25日               |
| 28   | 友情の野外（アウトドア）料理                 | 菅良幸   | 渕上真     | 渕上真     | 大下久馬          | 2月1日                |
| 29   | 裏からの刺客（ヒットマン）・冷血の天才レオン | 岸間信明 | 寺東克己   | 香川豊     | 高橋英吉          | 2月15日               |
| 30   | 魔性の切れ味！妖刀七星刀！                   | 岸間信明 | 腰繁男     | 腰繁男     | 野口大蔵          | 2月22日               |
| 31   | 四大中華を閉じ込めろ！真鯛大陸封             | 岸間信明 | 鈴木孝義   | 西田健一   | 水野知己 野口大蔵 | 3月1日                |
| 32   | 氷と炎！激突!!料理人魂                       | 菅良幸   | 腰繁男     | 腰繁男     | 谷口守泰 丸山宏一 | 3月8日                |
| 33   | 伝説の厨具！永霊刀の秘密!!                   | 岸間信明 | 杉島邦久   | 杉島邦久   | 高橋英吉          | 3月15日               |
| 34   | 魔都上海！裏からの宣戦布告!!                 | 岸間信明 | 腰繁男     | 西田健一   | 丸山宏一          | 3月22日               |
| 35   | 水上大闘味場！鉄腕スープの魔力               | 菅良幸   | 香川豊     | 香川豊     | 荻一村            | 4月19日               |
| 36   | サンチェ特製！冷製煮こごりスープ             | 菅良幸   | 飯島正勝   | 飯島正勝   | 谷口守泰          | 4月26日               |
| 37   | 面点王（キング）ラコン！千六百年の鎮魂饅頭   | 岸間信明 | 福島宏之   | 羽生尚靖   | 嶋津郁雄          | 5月3日                |
| 38   | スーパー点心大激突！究極の裁定!!             | 菅良幸   | 西田健一   | 西田健一   | 高橋英吉          | 5月10日               |
| 39   | もうひとつの七星刀！謎の美女シャン           | 岸間信明 | 香川豊     | 香川豊     | 入江篤            | 5月24日               |
| 40   | 目覚めよレオン！料理人の宿命                 | 菅良幸   | 渕上真     | 渕上真     | 塩川貴史          | 5月31日               |
| 41   | 邪剣を砕け！魂の七星刀!!                     | 岸間信明 | 鈴木輪流郎 | 鈴木輪流郎 | 加瀬政広          | 6月7日                |
| 42   | 復讐鬼ショウアン!!因縁の結末                 | 菅良幸   | 羽生尚靖   | 羽生尚靖   | 嶋津郁雄          | 6月14日               |
| 43   | マオの実力！大魔術熊猫（マジカルパンダ）豆腐 | 岸間信明 | 西田健一   | 西田健一   | 高橋英吉          | 6月21日               |
| 44   | 衝撃の判定！仙女の手のひら                   | 菅良幸   | 香川豊     | 香川豊     | 朝倉高光          | 6月28日               |
| 45   | 長江炎上！ショウアン大海に死す               | 岸間信明 | 渕上真     | 渕上真     | 塩川貴史          | 7月26日               |
| 46   | シェルを救え！麺のあらし                     | 菅良幸   | 鈴木輪流郎 | 鈴木輪流郎 | 加瀬政広          | 8月2日                |
| 47   | 魔神降臨！奇跡の魔聖銅器                     | 岸間信明 | 西田健一   | 西田健一   | 高橋英吉          | 8月9日                |
| 48   | 天かける星！特製彗星（コメット）炒飯         | 岸間信明 | 羽生尚靖   | 羽生尚靖   | 嶋津郁雄          | 8月16日               |
| 49   | 闇の迷宮！心をつなぐ一杯の粥                 | 岸間信明 | 香川豊     | 香川豊     | 阿部宏幸          | 8月23日               |
| 50   | 帝都北京！牙をむく裏料理界                   | 菅良幸   | 高山秀樹   | 渕上真     | 塩川貴史          | 8月30日               |
| 51   | 天才フェイの秘策！ネオ万漢全席               | 菅良幸   | 鈴木輪流郎 | 鈴木輪流郎 | 加瀬政広          | 9月6日                |
| 52   | 大逆転！栄光の勇厨師たち                     | 菅良幸   | 西田健一   | 西田健一   | 高橋英吉          | 9月13日               |

#### 放送局
| 放送期間（または、放送体制）  | 放送時間           | 放送局                       | 対象地域 | 備考        |
| ----------------------------- | ------------------ | ---------------------------- | -------- | ----------- |
| 1997年4月27日 - 1998年9月13日 | 日曜 19:30 - 20:00 | フジテレビ系列フルネット26局 | 日本国内 |             |
| 先行ネット                    | 日曜 18:00 - 18:30 | テレビ宮崎                   | 宮崎県   | [ 注釈 18 ] |

| フジテレビ系列 日曜19:30 - 20:00      | フジテレビ系列 日曜19:30 - 20:00  | フジテレビ系列 日曜19:30 - 20:00 |
| 前番組                                | 番組名                            | 次番組                           |
| ------------------------------------- | --------------------------------- | -------------------------------- |
| 家なき子レミ 【ここまで世界名作劇場】 | 中華一番！ 【当番組までアニメ枠】 | トロイの木馬 ※19:30 - 19:58      |

### 真・中華一番！
第1期は2019年10月から12月まで毎日放送『アニメイズム』B2枠ほかにて放送された。第2期は2021年1月から3月まで放送された。TBS系列は毎日放送のみとなり、新たにTOKYO MXとBS日テレより放送された。
原作の『真・中華一番！』の冒頭部分からのアニメ化であり、原作の『中華一番！』での特級厨師試験などの過去の出来事は僅かに回想で触れられるのみである。

#### スタッフ（真）
- 原作 - 小川悦司[19]
- 監督・シリーズ構成・音響監督 - 川崎逸朗[19]
- キャラクターデザイン・総作画監督 - 長谷川早紀[19]
- プロップデザイン - 大導寺美穂
- 色彩設計 - 片山由美子
- 美術監督 - 中原英統
- 美術デザイン - 綱頭瑛子
- 撮影監督 - 有村駿
- 編集 - 植松淳一
- 音楽 - 市川淳[2]
- 音楽プロデューサー - 藤江将希
- 音楽制作 - DMM music
- チーフプロデューサー - 陈振宇、徐伊葭、鶴田直一、麻生一宏、古川慎
- プロデューサー - 欧阳妍婷、黄雪莹、篠田里奈→澤田愛理、実松照晃、江楠、北岡森生、亀井博司
- アニメーションプロデューサー - 鹿子木真成、黒木類
- アニメーション制作協力 - Production I.G[19]
- アニメーション制作 - NAS[19]
- 企画・制作 - JY Animation[2]
- 製作 - 「真・中華一番！」製作委員会[20]

#### 主題歌（真）
「光福論」
クアイフによる第1期オープニングテーマ。作詞・作曲は森彩乃、編曲はクアイフ。
「Tough Heart」
小林愛香による第2期オープニングテーマ。作詞・作曲・編曲はQ-MHz。
「パラダイムシフト」
Brian the Sunによる第1期エンディングテーマ。作詞・作曲は森良太、編曲は江口亮とBrian the Sun。
「COLORS」
ハンブレッダーズによる第2期エンディングテーマ。作詞はムツムロアキラ、作曲はハンブレッダーズ、編曲はハンブレッダーズとうき。

#### 各話リスト（真）
| 話数  | サブタイトル           | 脚本                | 絵コンテ        | 演出                                         | 作画監督 | 料理作画監督 | 初放送日        |       |       |       |       |       |       |       |       |       |       |       |       |       |       |       |       |       |
| 第1期 | 第1期                  | 第1期               | 第1期           | 第1期                                        | 第1期 | 第1期        | 第1期           | 第1期 | 第1期 | 第1期 | 第1期 | 第1期 | 第1期 | 第1期 | 第1期 | 第1期 | 第1期 | 第1期 | 第1期 | 第1期 | 第1期 | 第1期 | 第1期 | 第1期 |
| ----- | ---------------------- | ------------------- | --------------- | -------------------------------------------- | --- | ------------ | --------------- | ----- | ----- | ----- | ----- | ----- | ----- | ----- | ----- | ----- | ----- | ----- | ----- | ----- | ----- | ----- | ----- | ----- |
| 1     | 夢を継ぐ者             | 川崎逸朗            | 川崎逸朗        | 川崎逸朗                                     | 長谷川早紀 鎌田均                                                                                            | -            | 2019年 10月12日 |       |       |       |       |       |       |       |       |       |       |       |       |       |       |       |       |       |
| 2     | 特級面点師             | 川崎逸朗            | 川崎逸朗        | 安藤貴史                                     | 春川彩子 井川麗奈                                                                                            | 藤巻廉       | 10月19日        |       |       |       |       |       |       |       |       |       |       |       |       |       |       |       |       |       |
| 3     | 奇妙な招待状           | 川崎逸朗            | 川崎逸朗        | 久保山英一                                   | もろゆき沙羅                                                                                                 | 藤巻廉       | 10月26日        |       |       |       |       |       |       |       |       |       |       |       |       |       |       |       |       |       |
| 4     | 怨念の鍋               | 川崎逸朗            | 頂真司          | 伊藤史夫                                     | 沼田くみ子 高橋成之                                                                                          | 藤巻廉       | 11月2日         |       |       |       |       |       |       |       |       |       |       |       |       |       |       |       |       |       |
| 5     | 裏料理界の野望         | 川崎逸朗            | 川崎逸朗        | 徐恵眞                                       | 奥野浩行 大導寺美穂 南伸一郎 春川彩子                                                                        | -            | 11月9日         |       |       |       |       |       |       |       |       |       |       |       |       |       |       |       |       |       |
| 6     | 七番目の包丁           | 川崎逸朗            | 頂真司          | 松浦直紀                                     | 岡辰也 もろゆき沙羅 黄瀬和哉 井川麗奈 大導寺美穂                                                             | 藤巻廉       | 11月16日        |       |       |       |       |       |       |       |       |       |       |       |       |       |       |       |       |       |
| 7     | 二人の継承者           | 川崎逸朗            | 神谷純          | 長岡義孝                                     | 井川麗奈 渡部由紀子 藤巻廉 川村裕哉 中西彩 大導寺美穂                                                        | 藤巻廉       | 11月23日        |       |       |       |       |       |       |       |       |       |       |       |       |       |       |       |       |       |
| 8     | 伝説の八厨具           | 川崎逸朗            | 川崎逸郎        | 白石道太                                     | 南伸一郎 大導寺美穂                                                                                          | 藤巻廉       | 11月30日        |       |       |       |       |       |       |       |       |       |       |       |       |       |       |       |       |       |
| 9     | 魔都 上海              | 川崎逸朗            | 川崎逸郎 頂真司 | 川崎逸郎 いとがしんたろー                    | 井川麗奈 奥野浩行 長谷川早紀 坂田直美 川村裕哉 飯飼一幸 大導寺美穂                                           | -            | 12月7日         |       |       |       |       |       |       |       |       |       |       |       |       |       |       |       |       |       |
| 10    | 超点心大激突！         | 谷村大四郎          | 神谷純          | 布施康之                                     | An suk | -            | 12月14日        |       |       |       |       |       |       |       |       |       |       |       |       |       |       |       |       |       |
| 11    | 激突！二つの『七星刀』 | 谷村大四郎          | 頂真司          | 黒田幸生 井川麗奈                            | 長谷川早紀 井川麗奈 大導寺美穂                                                                               | -            | 12月21日        |       |       |       |       |       |       |       |       |       |       |       |       |       |       |       |       |       |
| 12    | 運命の男               | 川崎逸郎            | 川崎逸郎        | 前田基匡 藤崎有 おゆなむ 多田野緋兎 森友宏樹 | 長谷川早紀 井川麗奈 大導寺美穂 富阪真帆 藤巻廉 藤本雄一郎 なつのはむと Nyki Ikyn サート 日向晴香 金城優 エコ | -            | 12月28日        |       |       |       |       |       |       |       |       |       |       |       |       |       |       |       |       |       |
| 第2期 |                        |                     |                 |                                              | |              |                 |       |       |       |       |       |       |       |       |       |       |       |       |       |       |       |       |       |
| 13    | 超絶豆腐勝負！         | 川崎逸朗            | 頂真司          | オータカイチロー 多田野緋兎 龚震华           | 井川麗奈 細田沙織 Prasearth Thongkhum Nyki Ikyn 王敏 劉冬冬 姜知恵 趙暁川 周林 杜冠軍 孫月 金澤龍            | 藤巻廉       | 2021年 1月12日  |       |       |       |       |       |       |       |       |       |       |       |       |       |       |       |       |       |
| 14    | 差し伸べられた手       | 川崎逸朗            | 川崎逸朗        | 小村方宏治                                   | 長谷川早紀 井川麗奈 細田沙織 西道拓哉 富坂真帆                                                               | 藤巻廉       | 1月19日         |       |       |       |       |       |       |       |       |       |       |       |       |       |       |       |       |       |
| 15    | 魔神降臨               | 谷村大四郎          | 頂真司          | 奥野浩行                                     | 奥野浩行 | 藤巻廉       | 1月26日         |       |       |       |       |       |       |       |       |       |       |       |       |       |       |       |       |       |
| 16    | 爆炎の河               | 谷村大四郎          | 神谷純          | 白石道太                                     | 井川麗奈 工藤晃子 細田沙織 王敏 周健 姜智慧 趙青雲                                                           | 藤巻廉       | 2月2日          |       |       |       |       |       |       |       |       |       |       |       |       |       |       |       |       |       |
| 17    | 長江の果てに           | 川崎逸朗            | 頂真司          | 前田基匡 龚震华                              | 井川麗奈 工藤晃子 藤本雄一朗 劉爽 孫鵬                                                                       | 藤巻廉       | 2月9日          |       |       |       |       |       |       |       |       |       |       |       |       |       |       |       |       |       |
| 18    | 菊下楼の異変           | 谷村大四郎          | 川崎逸朗        | 久保山英一                                   | 藤本雄一朗 細田沙織                                                                                          | 藤巻廉       | 2月16日         |       |       |       |       |       |       |       |       |       |       |       |       |       |       |       |       |       |
| 19    | 鴨子にたくされた想い   | 谷村大四郎          | 頂真司          | 深瀬重                                       | 萩原省智 櫻井拓郎 Zearth Sato 王悦春 藤巻廉                                                                  | 藤巻廉       | 2月23日         |       |       |       |       |       |       |       |       |       |       |       |       |       |       |       |       |       |
| 20    | 不死鳥のごとく         | 谷村大四郎          | 頂真司          | 雄谷将仁                                     | 中島渚 針生愛里                                                                                              | 藤巻廉       | 3月2日          |       |       |       |       |       |       |       |       |       |       |       |       |       |       |       |       |       |
| 21    | 眩惑の敦煌             | 川崎逸朗            | 川崎逸朗        | 門田英彦                                     | 金澤龍 工藤晃子                                                                                              | 藤巻廉       | 3月9日          |       |       |       |       |       |       |       |       |       |       |       |       |       |       |       |       |       |
| 22    | 砂漠の太陽             | 川崎逸朗            | 川崎逸朗        | 長岡義孝                                     | もろゆき沙羅                                                                                                 | 藤巻廉       | 3月16日         |       |       |       |       |       |       |       |       |       |       |       |       |       |       |       |       |       |
| 23    | 無限の英雄             | 谷村大四郎          | 頂真司 川崎逸朗 | 奥野浩行                                     | 奥野浩行 | 藤巻廉       | 3月23日         |       |       |       |       |       |       |       |       |       |       |       |       |       |       |       |       |       |
| 24    | 時代を創る者たち       | 谷村大四郎 川崎逸朗 | 川崎逸朗        | 小村方宏治                                   | 井川麗奈 もろゆき沙羅 大導寺美穂 富坂真帆 中西彩 河本美代子                                                  | 藤巻廉       | 3月30日         |       |       |       |       |       |       |       |       |       |       |       |       |       |       |       |       |       |

#### 放送局（真）
| 放送期間                  | 放送時間                     | 放送局    | 対象地域   | 備考                |
| ------------------------- | ---------------------------- | --------- | ---------- | ------------------- |
| 2019年10月12日 - 12月28日 | 土曜 2:25 - 2:55（金曜深夜） | 毎日放送  | 近畿広域圏 | 製作参加 / 字幕放送 |
|                           |                              | TBSテレビ | 関東広域圏 | 字幕放送            |
| 2019年10月13日 - 12月29日 | 日曜 1:30 - 2:00（土曜深夜） | BS-TBS    | 日本全域   | BS/BS4K放送         |

| 配信開始日     | 配信時間                                            | 配信サイト |
| -------------- | --------------------------------------------------- | --- |
| 2019年10月12日 | 土曜 3:10 更新（第1話） 土曜 2:55 更新（第2話以降） | dアニメストア |
| 2019年10月15日 | 火曜 2:55 更新                                      | dTV Netflix Amazonプライム・ビデオ ニコニコチャンネル FOD TVer MBS動画イズム ひかりTV ビデオマーケット music.jp Rakuten TV クランクイン！ビデオ |
|                | 火曜 3:00 更新                                      | GYAO! |
|                | 火曜 3:30 更新（第1話） 火曜 3:00 更新（第2話以降） | AbemaTV |
|                | 火曜 12:00 更新                                     | Hulu U-NEXT アニメ放題 バンダイチャンネル ビデオパス J:COMオンデマンド DMM.com                                                                  |

| 放送期間                | 放送時間                     | 放送局   | 対象地域   | 備考                            |
| ----------------------- | ---------------------------- | -------- | ---------- | ------------------------------- |
| 2021年1月12日 - 3月30日 | 火曜 1:10 - 1:40（月曜深夜） | TOKYO MX | 東京都     |                                 |
|                         | 火曜 2:40 - 3:10（月曜深夜） | 毎日放送 | 近畿広域圏 |                                 |
| 2021年1月14日 - 4月1日  | 木曜 0:00 - 0:30（水曜深夜） | BS日テレ | 日本全域   | BS放送 / 『アニメにむちゅ〜』枠 |

| 配信開始日    | 配信時間                     | 配信サイト |
| ------------- | ---------------------------- | --- |
| 2021年1月12日 | 火曜 1:40（月曜深夜） 更新   | dアニメストア dTV Hulu U-NEXT アニメ放題 GYAO!ストア Netflix Amazonプライム・ビデオ ニコニコチャンネル FOD ひかりTV ビデオマーケット music.jp Rakuten TV クランクイン！ビデオ あにてれ |
|               | 火曜 2:00 - 2:30（月曜深夜） | ABEMA |
|               | 火曜 2:00（月曜深夜） 更新   | GYAO! バンダイチャンネル |
|               | 火曜 3:10（月曜深夜） 更新   | TVer MBS動画イズム |
|               | 火曜 10:00 更新              | DMM.com HAPPY!動画 |
|               | 火曜 19:00 更新              | TSUTAYA TV |
|               | 火曜 22:30 - 23:00           | ニコニコ生放送 |
| 2021年1月14日 | 木曜 0:00（水曜深夜） 更新   | TELASA J:COMオンデマンド milplus auスマートパスプレミアム |

| 毎日放送 アニメイズム B2 | 毎日放送 アニメイズム B2 | 毎日放送 アニメイズム B2 |
| 前番組                   | 番組名                   | 次番組                   |
| ------------------------ | ------------------------ | ------------------------ |
| 荒ぶる季節の乙女どもよ。 | 真・中華一番！（第1期）  | ランウェイで笑って       |

#### Blu-ray BOX
| 巻     | 発売日        | 収録話          | 規格品番  |
| ------ | ------------- | --------------- | --------- |
| 第一期 | 2020年2月26日 | 第1話 - 第12話  | DMPXA-099 |
| 第二期 | 2021年4月28日 | 第13話 - 第24話 | DMPXA-179 |

## テレビドラマ
2005年に中国大陸で全31話のテレビドラマ（原題：中华小当家）が製作され、翌年の秋には日本でもビデオ化された。

### キャスト
- 阿昴（マオ） - 蕭正楠（エドウィン・シウ）
- 嘟嘟（メイリィ） - 曹議文（ツォウ・イーウン）
- 阿飛（フェイ） - 何潤東（ピーター・ホー）
- 四郎（シロウ） - 沈建宏（ジョン・シェン）
- 蜜糖 - 何美鈿（ホー・メイティン）
- 丁油（チョウユ） - 岳躍利（ユエ・ユエリー）
- 恩雅 - 羅海瓊（ルオ・ハイチォン）
- 狼哥 - 関智斌（ケニー・クァン）
- 解七（シェル） - 押尾学
- 紹安（ショウアン） - 張羽（チャン・ユィ）
- 蜜蜂 - 李力持（リー・リクチー）
- 貝仙女（パイ） - 蓋麗麗（グー・リリ）
- 皇帝 - 羅家英（ロー・ガーイン）
- 凱由（カイユ） - 劉建栄（リュー・ジェンルン）
- 蜜拉（ミラ） - 陳怡蓉（タミー・チェン）

### スタッフ（ドラマ）
- 監督 - 李力持（リー・リクチー）
- 脚本 - ヤン・ガン